# لينكس
لِينُكس (بالإنجليزية: Linux) () ويسمى أيضا (جنو/لينكس) هو نظام تشغيل حر ومفتوح المصدر شبيه بيونكس. بسبب تطوره في إطار مشروع جنو، يتمتع لينكس بدرجة عالية من الحرية في تعديل وتشغيل وتوزيع وتطوير أجزائه، ويصنف ضمن عائلة أشباه يونكس إلى جانب أنظمة أخرى بعضها مملوك مثل سولاريس، وبعضها حُر (مفتوح المصدر) مثل أوبن سولاريس وفري بي إس دي.
لينكس هو نظام حر وهذا لا يعني بالضرورة كونه نظامًا مجانيًا، فلا علاقة للحرية بالسعر. إذ أن الجهة التي تريد توفير البرنامج مسؤولة عن توفير الكود المصدري للبرنامج وفي نفس الوقت حرة في أن تبيع وتحدد سعر النسخة التي قامت ببنائها. أُنْتِجَت العديد من التوزيعات لنظام لينكس إذ قامت العديد من المجموعات بتجميع البرامج المفتوحة المصدر على هيئات مختلفة لتسهيل تركيب النظام وللوصول إلى أهداف مختلفة، يستعمل البعض مصطلح إصدارات أو نكهات للإشارة إلى التوزيعات المختلفة التي تتراوح استخداماتها من الحاسوب الشخصي إلى الخوادم. لكل إصدار أو توزيع أو نكهة مميزات خاصة، ولا يمكن الجزم بأن توزيعة معينة هي أفضل من توزيعة أخرى، فبعض التوزيعات تعتبر أفضل من قبل المتحدثين بلغة معينة، وبعض التوزيعات مفضلة من قبل المستخدمين الجدد، وأخرى مفضلة من قبل المستخدمين الأكثر خبرة في التعامل مع لينكس. من أبرز توزيعات لينكس نجد منها دبيان وفيدورا وأوبونتو. والتوزيعات التجارية مثل ريدهات لينكس وسوزه لينكس. تتضمن توزيعات لينكس نظام نوافذ مثل إكس11 ووايلاند، بالإضافة بيئة رسومية، كجنوم وكدي بلازما. وقد لا تستعمل التوزيعات الموجهة للخوادم بيئات رسومية البتة، أو استعمال حزم برمجية مثل حزمة لامب.
طور لينكس في الأصل لكي يعمل على الحواسب الشخصية المبنية على معمارية إنتل إكس86، ونتيجة للحرية التي يوفرها لينكس فقد فتح المجال للآخرين للتطوير عليه بشكل نجح في التأسيس لنظام تطوره أطراف متعدّدة، حيث تم نقله ليعمل على طيف عريض من المنصات متفوقا على أنظمة التشغيل الأخرى. يعتبر لينكس الآن رائد أنظمة التشغيل التي تعمل على الخوادم والحواسيب الكبيرة المختلفة، والوحيد المستعمل ضمن أقوى 500 حاسوب فائق (منذ نوفمبر 2017، قضى تدريجيًا على جميع الأنظمة المنافسة). يحظى لينكس بنسبة استعمال ضمن الحواسيب الشخصية تقدر بـ 6 بالمئة (بتاريخ: ديسمبر 2019)، ونسبة 1.9 بالمئة (بتاريخ: يناير 2020) حسب موقع (StatCounter). يسيطر كروم بوك الذي يستعمل نظام كروم المبني على نواة لينكس على سوق التعليم من الطور الابتدائي إلى الثانويات، ويحظى تقريبا بنسبة 20 بالمئة من مبيعات الحواسيب المحمولة الأقل من 300 دولار في الولايات المتحدة الأمريكية.
يعمل لينكس أيضا على الأنظمة المضمنة، ويعتبر لينكس مصمم للغاية مع هذه الأنظمة. ويدخل في هذا النطاق الرواتر وأجهزة التحكم الآلي والتلفاز، وأجهزة التسجيل الرقمية ومشغلات الألعاب والساعات الذكية. تعمل الكثير من الهواتف الذكية والحواسيب اللوحية على نظام أندرويد، أحد الأنظمة المبنية على لينكس. وبسبب سيطرة أندرويد على سوق الهواتف الذكية، يعتبر لينكس أكثر نظام مسطب على غرار جميع أنظمة التشغيل ذات الأغراض العامة.
لينكس واحد من أبرز أمثلة البرمجيات الحرة والمفتوحة المصدر نشطة التطوير، وتطورت واجهات المستخدم العاملة عليه لتدعم كل لغات العالم تقريبًا، وبسبب كونه حرًّا (مفتوح المصدر) يسمح للجميع إمكانية استعماله وتعديله وتوزيعه - بطريقة تجارية أو غير تجارية - وذلك حسب الرخص التي يعتمدها مثل رخصة جنو العامة.

## التسمية
في بادئ الأمر أراد لينوس تورفالدس تسمية مشروعه بفريكس (بالإنجليزية: Freakx)، كلفظ منحوت من الكلمات: فري(بالإنجليزية: Free)، فريك(بالإنجليزية: Freak)، وحرف إكس "X" كتلميح ليونيكس. في مستهل عمله على المشروع تضمنت بعض ملفات البناء اسم "Freakx" حوالي نصف سنة. وقد أخذ لينوس في عين الاعتبار الاسم لينكس، ولكنه رفضه في البدئ كون التسمية نرجسية.
ولتسهيل عملية التطوير، رفعت الملفات على خادم إف تي بي (ftp.funet.fi) لمؤسسة فيونت (بالإنجليزية: FUNET) في سبتمبر 1991. رأى آري ليمكه زميل تورفلدس في جامعة هلسينكي للتكنولوجيا، والذي كان متطوعًا بصفة مدير لخادم الأف تي بي في ذلك الوقت أن الاسم "Freakx" اسم سيئ، فغير اسم المشروع إلى اسم لينكس بدون استشارة تورفالدس. ما حدى بتورفالدس بعدها إلى قبول التسمية لينكس.

## تاريخ لينكس

### يونكس
صمم وطبق نظام التشغيل يونكس في عام 1969 بدعم من مختبرات بيل في الولايات المتحدة، بواسطة كلٍ من كين تومسون ودينيس ريتشي وبراين كيرنيغان ودوغلاس ماكلروي وجو اوساننا. صدر الإصدار الأول في عام 1971، وكان في البداية مكتوباً كاملًا بلغة التجميع، التي كانت البرمجة بها أمرًا شائعًا في ذلك الوقت. في العام 1973، اتخذت إي تي أند تي (سابقًا عرفت بمختبرات بيل) قراراً يقضي بإعادة كتابة يونكس باستخدام لغة سي (C) عوضاً عن لغة التجميع فهذا سيسهّل عملية نقل نظام التشغيل لحواسيب أخرى وتمكين مطورين آخرين من إضافة وتحسين نظام التشغيل. قرار مختبرات بيل ساعد في سرعة تطوير يونكس وقامت شركة إي تي أند تي بترخيص المنتج يونكس للجامعات والشركات التجارية وحكومة الولايات المتحدة لاستعماله في أبحاثهم وتطويره. وهكذا ظهرت العشرات من نسخ يونكس المختلفة في وقت قياسي مما دفع شركة بيل إلى إصدار نسخة يونكس مغلقة المصدر باسم System 3، في عام 1983 كما قامت نفس الشركة بتعديل رخصة استعمال نواة يونكس بحيث أنها أصبحت نسخة تجارية محتكرة، أي لم تسمح شركة بيل بالتعديل على هذه النسخة أو إنتاج نسخة تجارية مبنية على هذه النسخة. وأثار قرارها غضبًا عارمًا لدى كل مستخدمي نظام يونكس ومن ساهم في تطويره، وكان ريتشارد ستولمان، صاحب مشروع جنو، من بين المتأثرين بهذا القرار.

### مشروع جنو
بدأ ريتشارد ستالمن مشروع جنو في 27 سبتمبر من العام 1983، لبناء نظام تشغيل حر بالكامل يوفر لمستخدمي الحاسوب حريتهم ويعفيهم من الاضطرار لاستخدام برمجيات محتكرة تسلبهم حريتهم في تعديل وتطويع ومشاركة البرمجيات مع بعضهم البعض. بدأ المشروع في كتابة نظام التشغيل جنو تقريبًا من الصفر عن طريق كتابة أدوات بديلة لأدوات نظام يونكس بحيث تستبدلها الواحدة تلو الأخرى حتى يكتمل نظام التشغيل، أدوات مثل مصرف لغة سي ومكتباتها ومحررات النصوص للبرمجة. مع نهاية الثمانينيات وبداية التسعينيات كانت تقريبًا كل المكونات الأساسية لنظام جنو قد اكتملت ما عدا النواة، فحتى ذلك الوقت لم تكن هناك نواة مكتملة لنظام جنو، لكن كانت هناك محاولات لا تزال في بدايتها لعمل نواة (والتي عرفت فيما بعد باسم هيرد) مبنية على معمارية الأنوية ماخ، لكن هذا استغرق وقتًا طويلًا جدًا. هنا أتى دور النواة لينكس، واليوم كلٌ من النواة لينكس والنواة هيرد صالحان للعمل.

#### علاقة لينكس بجنو
مشروع جنو كان يهدف إلى إنشاء نظام تشغيل شبيه بيونكس، وبالفعل بدأ العمل عليه في 1985 وتم برمجة العديد من الأدوات التي تخص نظم التشغيل مثل محررات النصوص والمجمعات، وفي أواخر الثمانينيات كانت كل المكونات الرئيسية للنظام موجودة عدا النواة وبالفعل بدأ العمل على المشروع الذي عرف فيما بعد باسم هيرد (Hurd)، لكن أخذت هذه النواة فترة طويلة من أجل برمجتها، وبعد فترة قليلة من بدء العمل في هيرد ظهرت النواة لينكس بصورة مستقلة عن مشروع جنو، لكن المهتمين بالحصول على نظام حر متكامل بدؤوا العمل على تطوير النواة لينكس لتعمل مع جنو وأوقفوا تطوير هيرد مؤقتًا، وبالتالي اندمجت النواة لينكس وأدوات مشروع جنو لتكوين نظام تشغيل حر تمامًا وقابل للاستخدام بدون أي مكونات غير حرة. ملاحظة: بعض التوزيعات مثل دبيان أخرجت نسخة جنو/هيرد، حيث هي أدوات مشروع جنو مع النواة هيرد من مشروع جنو بعد عودة نشاطها.

##### مصطلح جنو/لينكس
يقصد الناس غالبًا بكلمة «لينكس» نظام التشغيل المتكامل الذي يحتوي على الواجهة الرسومية والبرامج الأخرى من المجمعات وغيره، ولكن يفضل مناصرو مشروع جنو وخصوصًا أبرز أعضائهم ريتشارد ستالمن إطلاق المصطلح «جنو/لينكس» على النظام، لأن لينكس في الواقع هو نواة نظام تشغيل بينما تشكل أدوات جنو الجزء الأكبر من النظام وبدونها تصبح النواة لينكس بلا فائدة تقريبًا، وبالإشارة إلى جنو يتذكر الناس الفكرة وراء النظام متمثلة في مشروع جنو وفلسفته.
المصطلح المنطقي الأصح هو «جنو/لينكس» لأن هذا النظام ناتج عمل مشروعين (مشروع جنو ومشروع النواة لينكس).

### التطور والنضوج

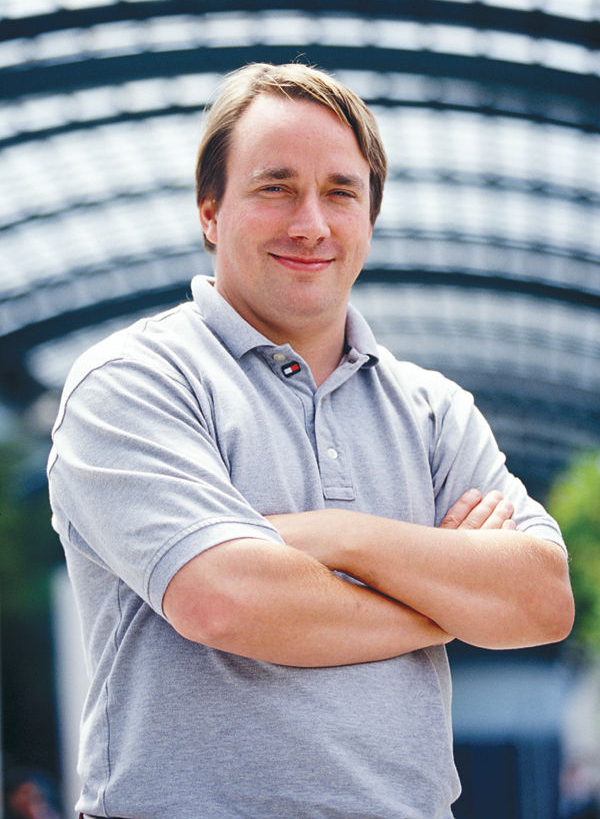
لينوس تورفالدس، منشئ النواة لينكس.

هناك العديد من العوامل وراء الاهتمام الذي ناله النظام في بدايته من قبل المطورين. منها الترخيص الذي يخضع له النظام. لكن العامل الأهم كان التكامل الذي حدث ما بين مشروع لينكس، ومشروع جنو. إذ أن لينكس وفر النواة التي يمكن أن تعمل فوقها المئات من برامج جنو. وكان الاتحاد ما بين لينكس وجنو ما أعطى نظامًا متكاملًا، بكامل الأدوات والبرامج التي يحتاجها أي مستخدم في ذلك الوقت. عندما قام لينوس تورفالدس بكتابة لينكس في أول مرة كان يدعم معالجات 386 فقط ولا يمكن تصريفه برمجيًا إلا من خلال نظام مينكس، ولكنه اليوم يدعم العديد من المعالجات والأجهزة، حتى أنه يستعمل حاليًا في الأجهزة المحمولة والمدمجة، وكذلك فيما يخص قطع الحاسب والعتاد بكل أنواعه.
يتمتع نظام جنو/لينكس بدرجة عالية من الأمن والموثوقية. حتى أنه يستعمل في أكثر الأماكن حساسية، مما زاد من دعم النظم له وانتشاره، ودعم الشركات المنتجة للبرامج والحلول له، إذ أصبح من الممكن استعمال نظام قواعد البيانات أوراكل في جنو/لينكس، كما أن مجموعة كبيرة من حلول الشركات المقدمة من آي بي إم وهوليت-باكارد ونوفل وغيرها أصبحت متوفرة و/أو مبنية على جنو/لينكس. لأن نظام جنو/لينكس يتطلب وجود صلاحيات لتنفيذ أي أمر وبسبب كون الفيروسات تقوم بتنفيذ أعمال محددة وبآلية معينة فإنه من الصعوبة أن يحصل الفيروس على صلاحية للقيام بعمل تخريبي هذا بالنسبة للفيروسات الموجهة لبرامج جنو/لينكس أما الفيروسات الموجهة للنواة فإنها تصادف مشكلة التطور المستمر للنواة.
تدعم النواة لينكس كما كبيرًا من أنواع العتاد بل إنه يتفوق على كثير من الأنظمة الأخرى في هذه الناحية، فسرعة تطور لينكس تجعلها توفر دعمًا لقطع العتاد الحديثة جدًا بصورة سريعة، كما أنه يدعم قطع العتاد شديدة القدم التي توقفت الكثير من الأنظمة الأخرى عن دعمها. لكن أحيانًا تواجه لينكس مشاكل في دعم قطع العتاد التي لا يوجد وثائق تساعد على كتابة دعم لها وتمتنع الشركات المصنعة لهذه القطع عن توفير دعم لها على لينكس مثل الكثير من المودمات الداخلية.
يتميز جنو/لينكس بالثبات ونظام الأمن الأكثر إحكامًا كما أنه توجد له بعض الإصدارات أو التوزيعات القابلة للعمل على أجهزة مختلفة مثل أجهزة آي بي إم والمتوافقة معها وأجهزة ماكنتوش وأجهزة أميجا بل والأجهزة الكبيرة التي تعتمـد على معالجـات RISC والمعروفـة بين النـاس باسـم الأجهـزة Mini / Mainframe. تحتوي النواة لينكس على كل المميزات الموجودة في أي نظام تشغيل ومنها أسلوب اشتراك معالج واحد بين وظائف مستقلة ومتعددة وكذلك يسمح النواة باستعمال ممتد تكراري من ذاكرة الحاسوب والذي يسمى بالذاكرة التخيلية التي تؤدي إلى تحسين الأداء حيث يقوم قسم إدارة الذاكرة بتقسيم ذاكرة الحاسب الرئيسية إلى أقسام صغيرة للحد من مشكلة تشبع الذاكرة. جنو/لينكس نظام حساس لحالة الأحرف على خلاف أكثر الأنظمةِ فإن الأحرف الكبيرة والأحرف الصغيرة تشكل اختلافًا كبيرًا في جنو/لينكس.

### سجال تانينباوم- تورفالدس
هو خلاف وقع بين أندرو تانينباوم ولينوس تورفالدس، حول نواة لينكس وطريقة هندستها. استهل تاينيباوم المناظرة سنة 1992 في مجموعة نقاشية على شبكة يوزنت. وذلك باحتجاجه على أن الأنوية الدقيقة أفضل من الأنوية المتجانسة، وبهذا فإن لينكس يعتبر عتيقًا. ثلاثة من مطوري نواة لينكس انضموا أيضا إلى المناقشة وهم: ثيودور تسو ودايفيد ميلر وبيتر ماكلدونالد. وصل الجدال إلى حد المشادة.

### التلقي الشعبي والتجاري

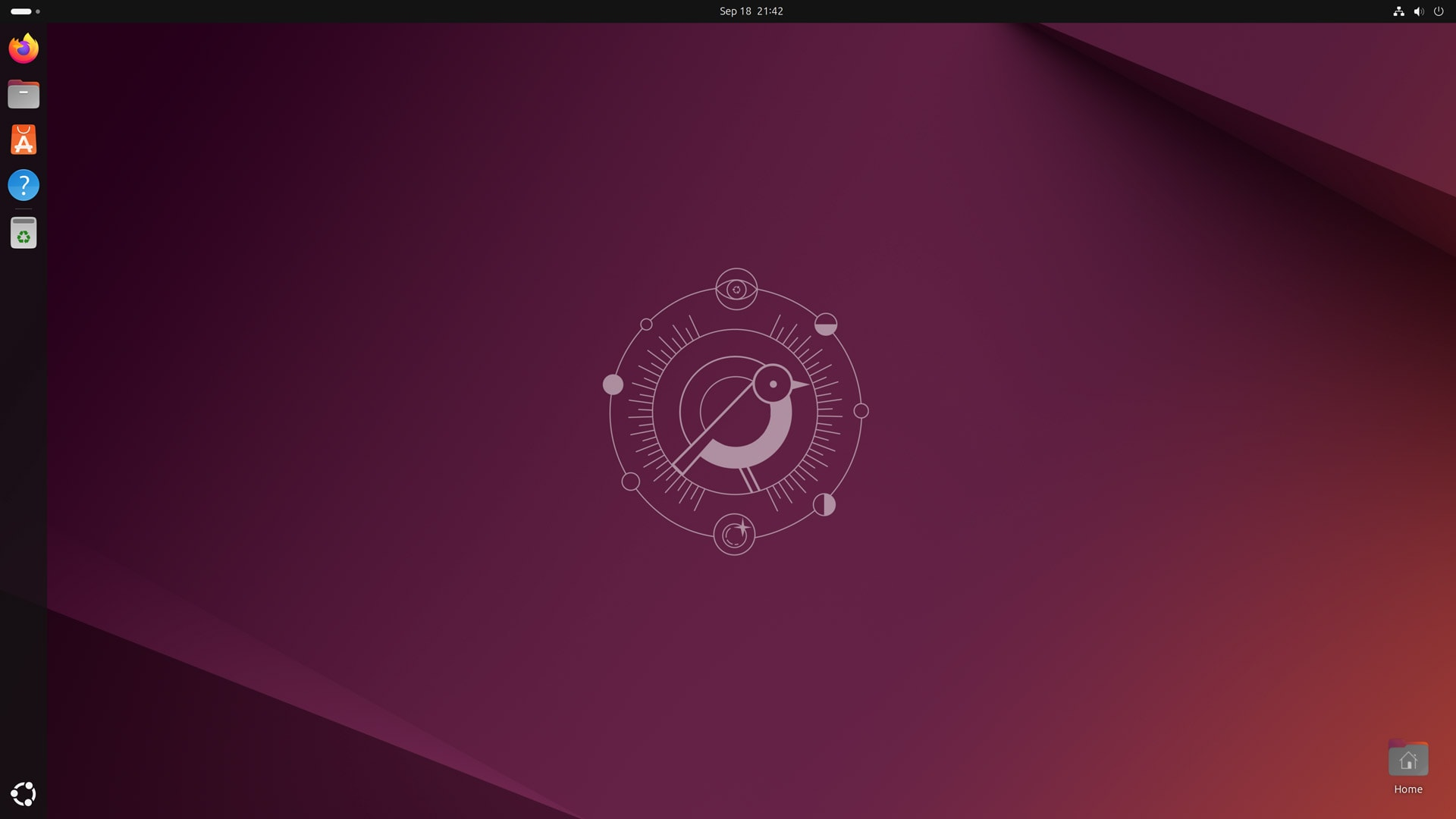
أوبونتو، أحد أشهر توزيعات لينكس.

تم تبني لينكس في بيئات إنتاجية على غرار إستعماله من طرف الهواة منتصف التسعينات وذلك في مجتمع الحواسيب الفائقة، وكانت منظمات مثل ناسا قد بدأت بتغيير عتادها المكلف بعناقيد اقتصادية تعمل على نظام لينكس. انطلق الاستعمال التجاري للينكس عندما بدأت شركات كديل وآي بي إم، تبعتهما هوليت-باكارد، بتوفير الدعم للينكس وذلك تجنبا لاحتكار شركة مايكروسوفت سوق أنظمة سطح المكتب.
يستعمل لينكس اليوم في مجال الحوسبة من الأنظمة المضمنة وتقريبا جميع الحواسيب الفائقة، وضمن مكانته في سوق الخوادم خصوصا حزمة البرمجيات المشهورة لامب. كما تصاعدت نسب إستعماله على النطاق المنزلي والمؤسساتي. وصارت توزيعاته مشهورة في سوق الحواسيب المحمولة، وذلك بتوزيع أجهزة تحمل توزيعات مخصصة مصطبة مسبقا، وكذلك قيام قوقل بإصدار نظام كروم المصمم خصيصا لهذا النوع من الأجهزة.

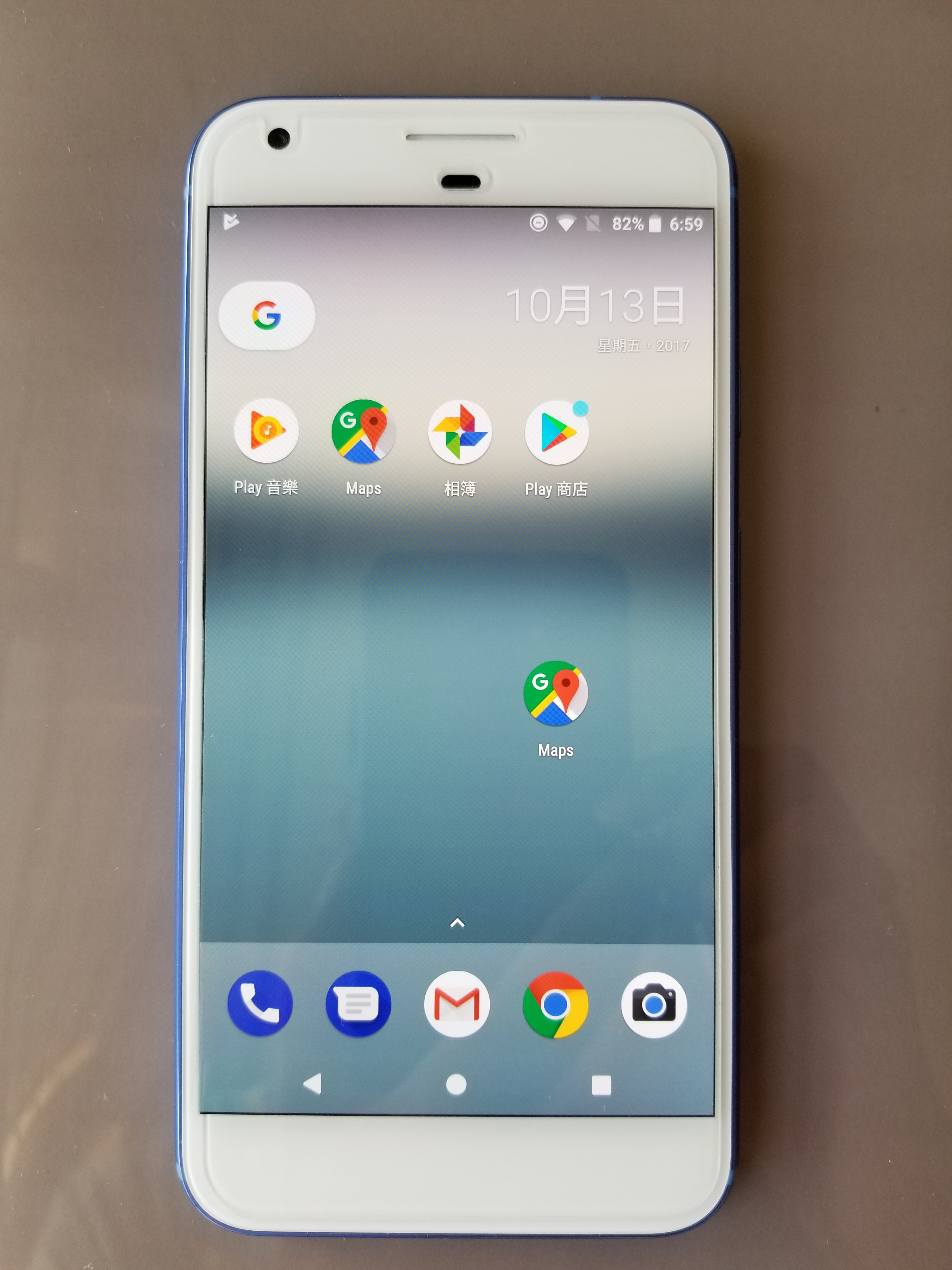
هاتف جوجل بيكسل يعمل على أندرويد

أعظم نجاحات لينكس في السوق الإستهلاكية هو سوق الهواتف المحمولة، وذلك بكون أندرويد النظام السائد في الهواتف الذكية، والأجهزة اللوحية، ومؤخرا التقنيات الملبوسة. كما يعتبر نطاق ألعاب الفيديو في تصاعد وذلك بدعم شركة فالف لنظام لينكس وإصدارها نظام ستيم أوس، وهو توزيعة لينكس مخصصة للألعاب. كما أن لينكس قد حظي بشهرة بين العديد من الإدارات الحكومية كالحكومة الفيدرالية البرازيلية.

### التطوير في الوقت الحالي

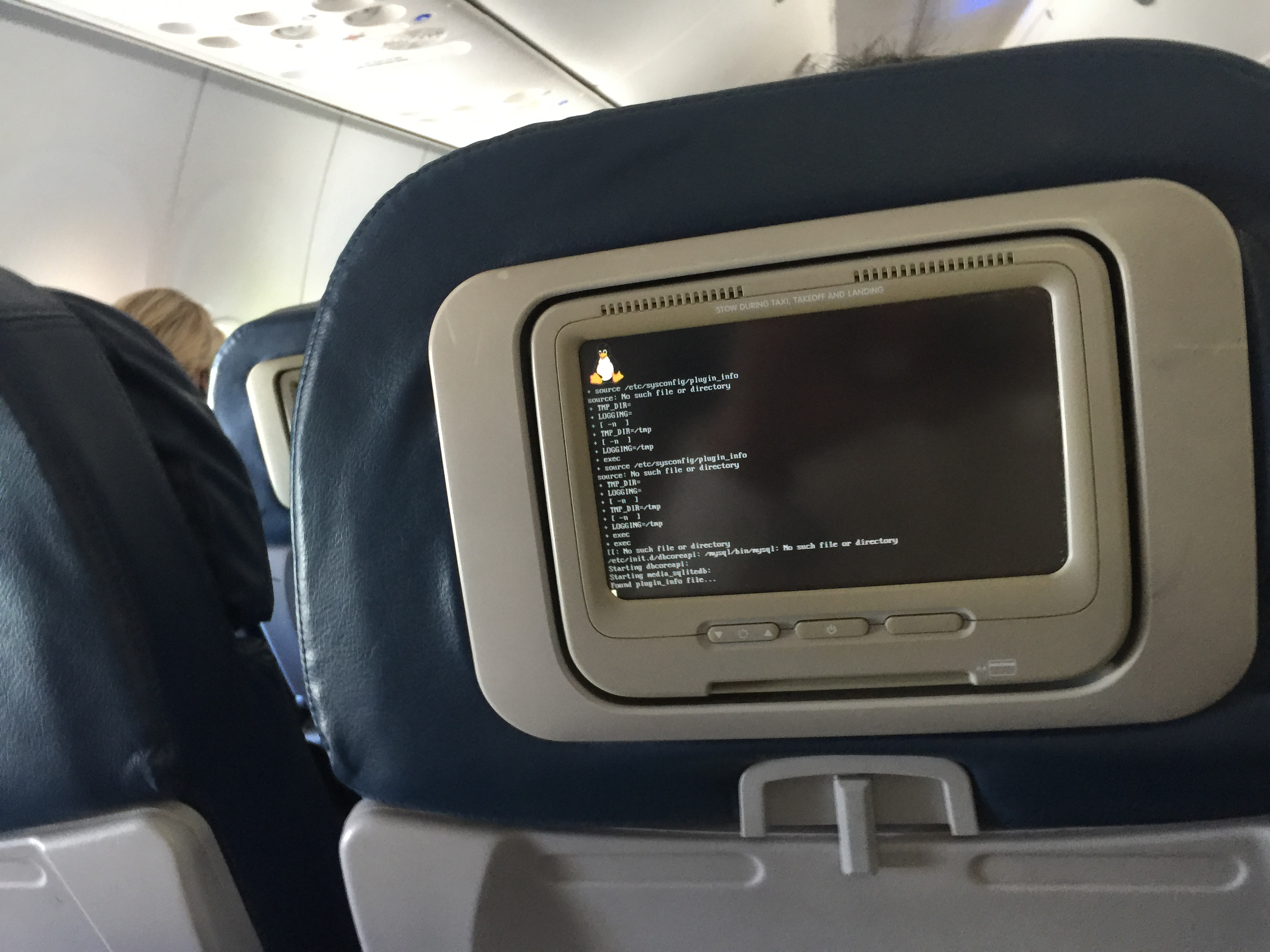
ظهور شعار لينكس حين إقلاع النظام لأحد أجهزة الترفية على متن طائرة.

ترعى مؤسسة لينكس تطوير نواة لينكس ومشاريع أخرى في هذا الاختصاص، ولا يزال تورفالدس المنظم للمشروع، يعتبر غريغ كوراه هارتمان المطور الريادي للنواة ومرشدا للعملية. تساهم العديد من الشركات والمنظمات في المشروع وذلك بحجز مقاعد بمبالغ مالية متمثلة في مطورين لتكنلوجيا تابعة لهم مثل جوجل وإنتل.
على غرار النواة لا تزال مساحة المستخدم للنظام تُطور من طرف مشروع جنو ومؤسسة البرمجيات الحرة بالإضافة إلى الكثير من التطبيقات المتعددة المخصصة لسطح المكتب. بالنسبة لبيئات سطح المكتب تطور العديد من المجتمعات بيئات مختلفة أبرزها جنوم وكيدي، والتي تسمح باستعمال سلس عند إستعمالها كنظام مكتبي. يساهم طيف عريض من المجتمع الحر، تجميع هاته المكونات لتقديم توزيعات تستهدف مختلف أنماط المستخدمين مثل آرتش ودبيان وفيدورا. مما خلق مجتمعات متعددة من المساهمين والمستخدمين، من تطوير برمجيات مختلفة إلى توسيع المحتوى المعرفي حوله.

## التطبيقات

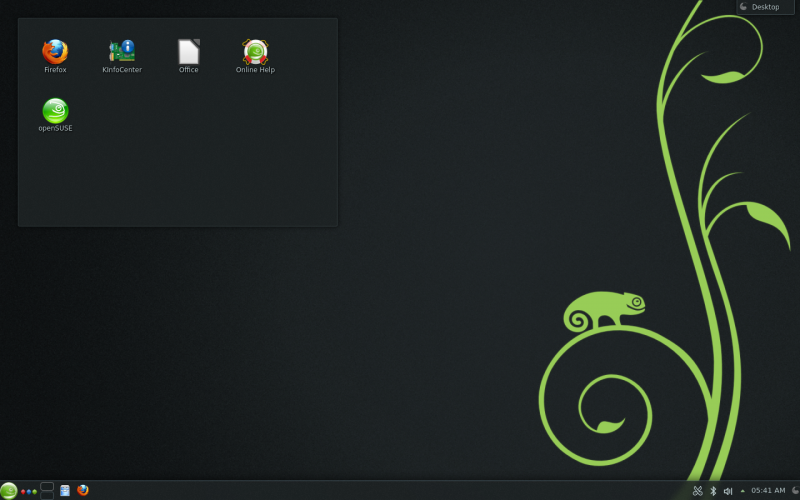
واجهة كي.دي.إي 4.10 على توزيعة أوبن سوزي (OpenSUSE).

استخدم جنو/لينكس تاريخيًا بشكل أساسي كنظام تشغيل للخوادم، لكن كلفته الضئيلة ومرونته وشبهه بنظام يونكس جعله ملائمًا للعديد من التطبيقات.
نتيجة لكلفته الضئيلة والقدرة العالية على ضبطه وإعداده، أصبح جنو/لينكس أحد أهم الأنظمة المضمنة ضمن المجموعات التلفزيونية وأنظمة الهواتف النقالة والأجهزة الإلكترونية المحمولة.
ينتشر جنو/لينكس (إلى جانب كونه نظام خوادم) أيضًا كنظام تشغيل للحواسيب الفائقة SuperComputer. في نشرة نوفمبر 2005 لأسرع 500 حاسوب فائق، كان أسرع حاسوبين يعملان بنظام جنو/لينكس، ومن أصل الخمسمائة حاسوب، 371 (74.2%) كانوا يعملون بنسخ مختلفة من جنو/لينكس، سبعة من العشرة الأوائل كانت تعمل أيضًا بنظام جنو/لينكس.

## التوظيف
جرى تهيئة جنو/لينكس في فترة مبكرة إلى تصاميم غير 80386 من إنتل الذي صمم ليعمل عليها في الأساس، واليوم تعمل النواة لينكس على تشكيلة كبيرة من المعماريات تشمل عائلة معالجات إنتل وسبارك وباور بي سي، وعلى منصات تتراوح بين الأجهزة المحمولة وخوادم Z9 الضخمة من IBM، وهو قابل للاستخدام لعديد من الأغراض ولتطبيقات متنوعة.

### جنو/لينكس على أجهزة سطح المكتب (الحاسوب الشخصي)
تقليديًا لم يكن جنو/لينكس نظامًا موجهًا للمستخدمين المكتبيين والمنازل، لكن في السنوات الأخيرة حدثت تغييرات كثيرة في هذا الاتجاه وبدأ جنو/لينكس يضع قدمًا بين أنظمة المكتب.
الانتشار الواسع لأجهزة الحاسوب الشخصية المستخدمة للتطبيقات المكتبية والاستخدام اليومي تتطلب شرطًا أساسيًا بأن يكون نظاماً قابلًا للاستخدام الحقيقي، والتنوع الكبير للمهام المناطة بالحواسيب اليوم من تقديم خدمات الشبكات إلى برمجيات الوسائط المتعددة، كبيئة لتطوير البرمجيات. توزيعات جنو/لينكس الحالية تفتقر إلى الدعم من شركات البرامج الكبرى مما جعل النظام شبه خالي من برمجيات مثل الألعاب المشهورة، ولقد وُجدت برامج لتشغيل برامج مايكروسوفت ويندوز على جنو/لينكس، ومنها واين، لكن مؤخرًا بدأ الدعم يظهر وبالفعل صدر نسخ من أشهر الألعاب على جنو/لينكس.

### جنو/لينكس كنظام تشغيل للخوادم
بسبب توافق جنو/لينكس مع أنظمة أخرى من عائلة يونكس، نَمت معدلات استخدام جنو/لينكس كنظام تشغيل للخوادم بسرعة، وجعل ذلك جنو/لينكس مستخدمًا ومنذ فترة مبكرة في بيئة الخوادم مشغلًا تطبيقات كخوادم الويب، وقواعد البيانات والبريد، وبذلك نما سوق جنو/لينكس بشكل مستمر وقوي كنظام تشغيل للخوادم.

### التوزيعات
تستعمل النواة لينكس كجزء من مجموعة شاملة من النظام وتطبيقاته تدعى توزيعة "distro"، كل توزيعة يتم بناءها وترجمتها برمجيًا وتجميعها من قبل أفراد أو شركات أو مجموعات مبرمجين يضمنونها اختياراتهم من البرمجيات والتطبيقات وأداة تثبيت النظام إضافة لمنسق حزم Package Manager وعدة واجهات للمستخدم.
يتم إنشاء التوزيعات بأهداف مختلفة منها دعم بعض معماريات الحاسب، أو تطبيع النظام لمنطقة معينة أو لغة معينة، أو التطبيقات ذات الزمن الحقيقي إضافة للأنظمة المضمنة وغالبًا تتضمن فقط برمجيات حرة.
حاليًا تتواجد هناك أكثر من ثلاثمائة توزيعة جنو/لينكس حول العالم يتم تطويرها بشكل دائم وتحديثها، من ضمنها اثنا عشر توزيعة تلقى شعبية ورواجًا كبيرين.
التوزيعة النموذجية تتضمن دومًا النواة لينكس، بعض المكتبات الحرة والأدوات الضرورية للحوسبة، نظام النوفذة إكس ومجموعة بيئات سطح المكتب المرافقة للنظام مثل كدي وجنوم مع آلاف البرمجيات والحزم البرمجية من طقم المكتب إلى المصرفات compiler ومحررات النصوص وبعض البرامج العلمية.

### استخدام سطح المكتب
المستوى العالي المتاح للوصول إلى أعماق جنو/لينكس كان سببًا هامًا في كون مستخدمي جنو/لينكس ذوي توجهات تكنولوجية وبرمجية أكثر من أنظمة ويندوز وماك أو إس المغلقة والتي تلائم أكثر المبتدئين. لذلك كثيرًا ما يطلق على مستخدمي جنو/لينكس أسماء مثل جيك geek. والسبب هو كون جنو/لينكس وغيره من مشاريع البرمجيات الحرة والمفتوحة المصدر لم تصمم لتلائم سهولة الاستعمال التي يتطلبها غير المختصين والمبتدئين بالحوسبة.
بالرغم من انتشار جنو/لينكس خلال السنوات الأربع الماضية بشكل بسيط إلا ان العديد من شركات العتاد لم تقدم دعماً يذكر له وذلك بحجة أنه لم ينتشر بنسبة عالية تجعله يستحق الدعم.

### عينات من واجهات سطح المكتب الرسومية

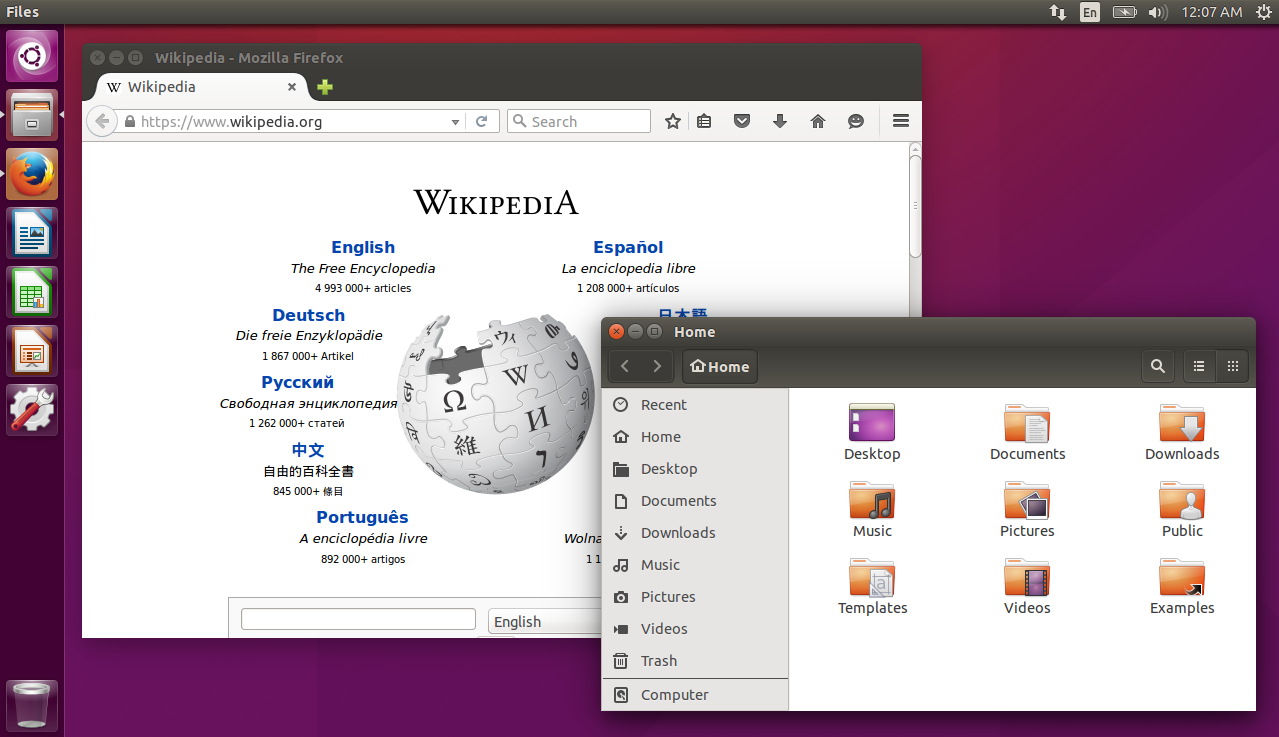
يونتي
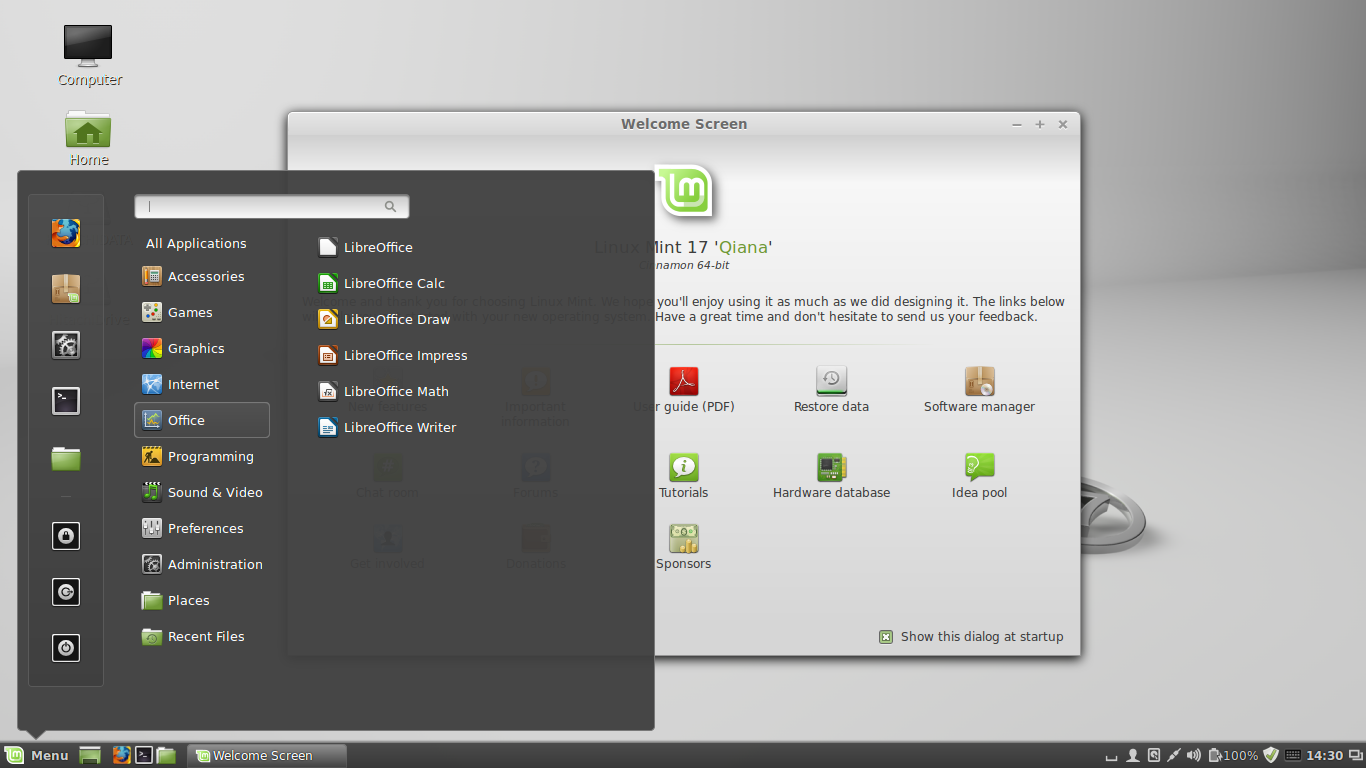
سينامن
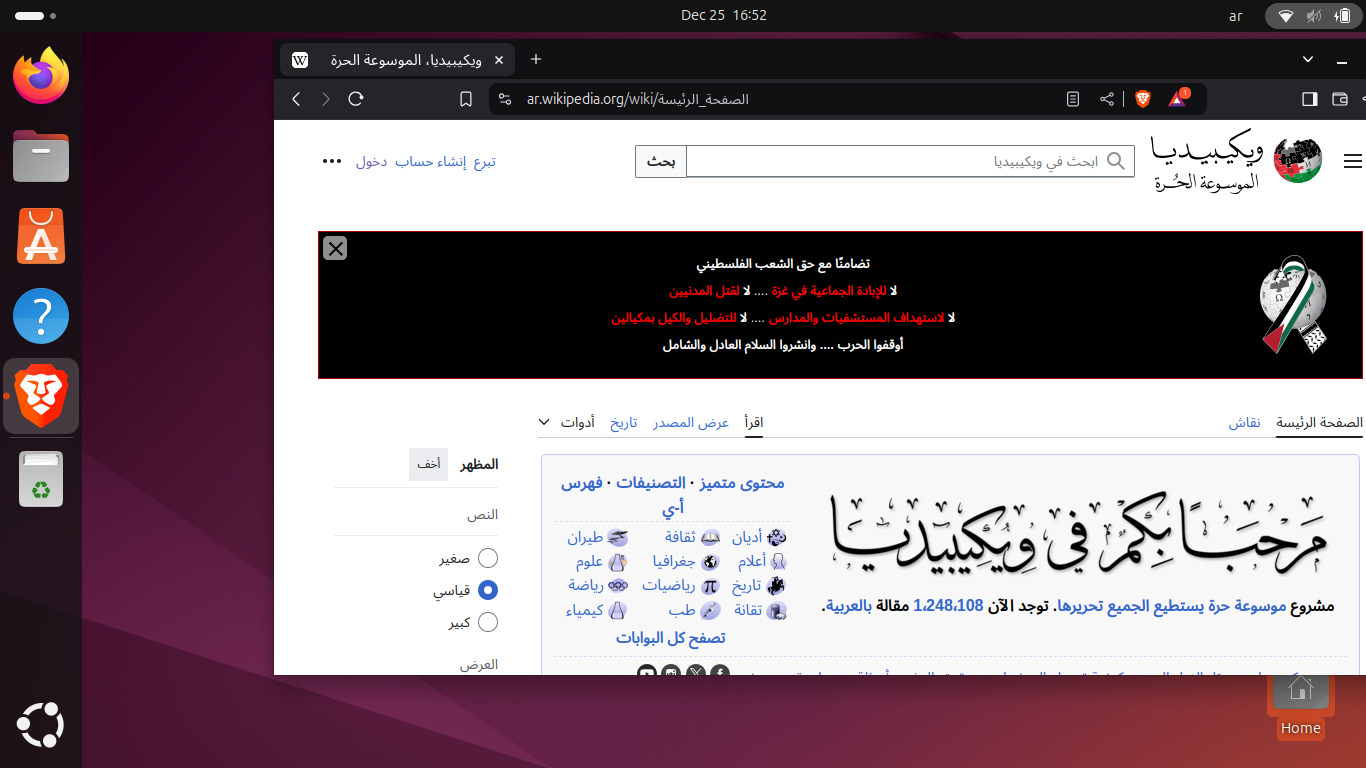
جنوم
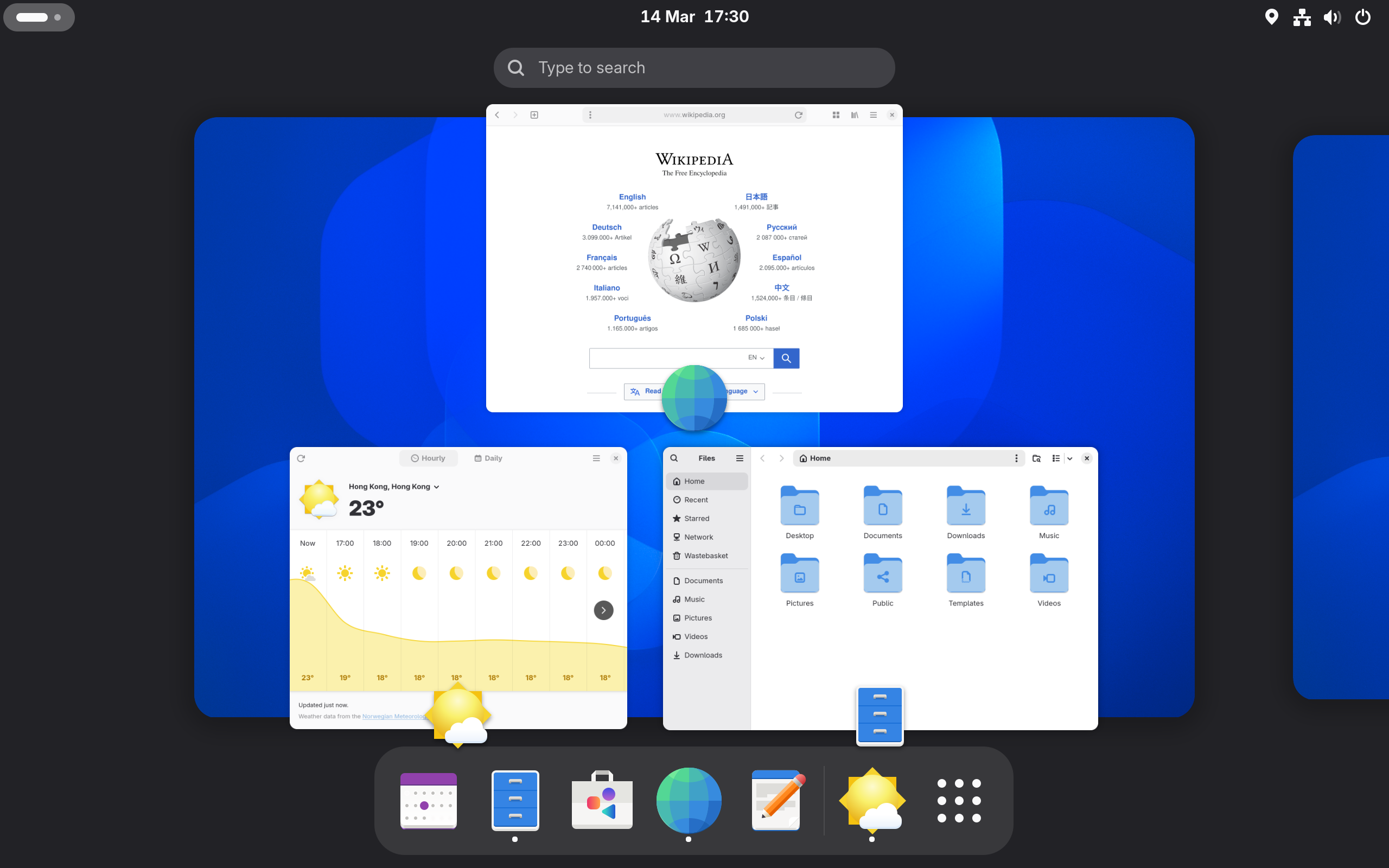
جنوم
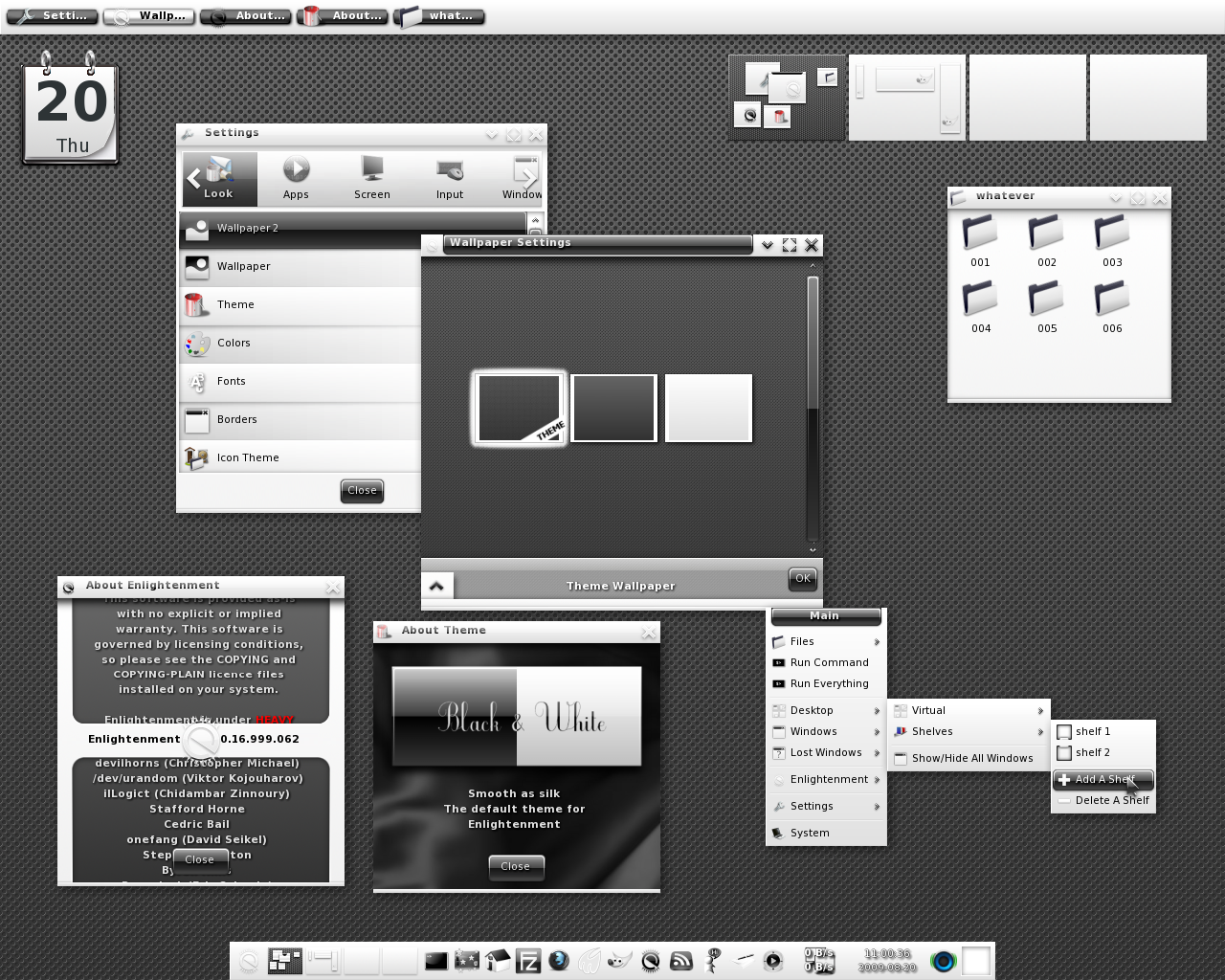
إنلايتنمينت
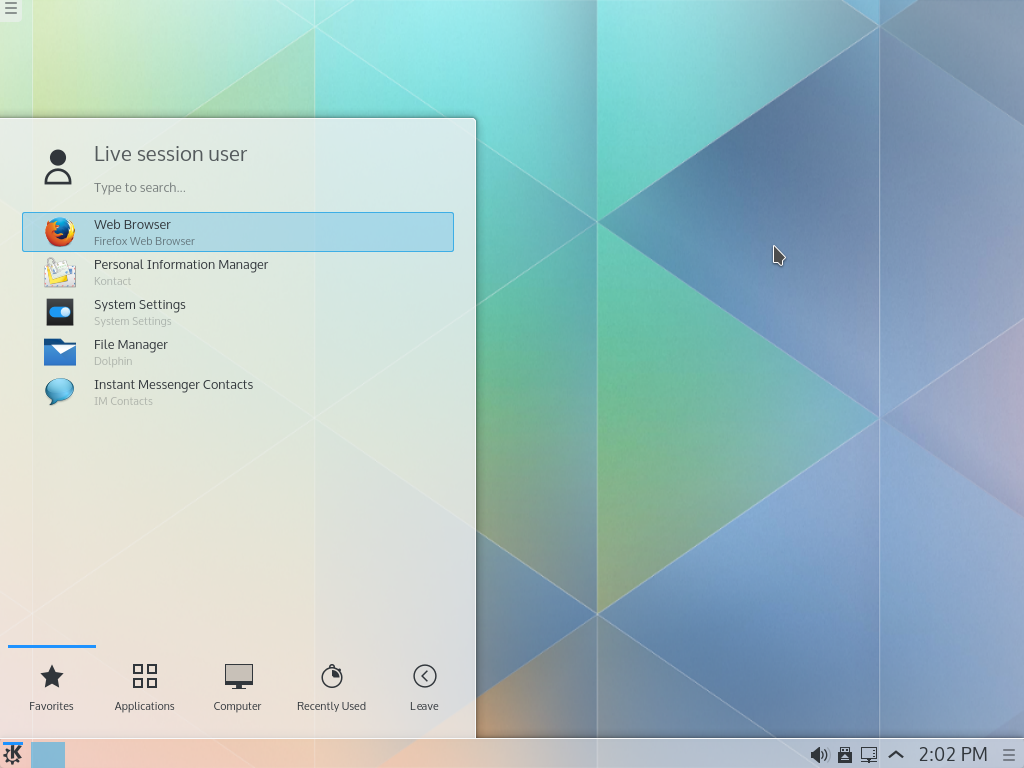
كيدي بلازما
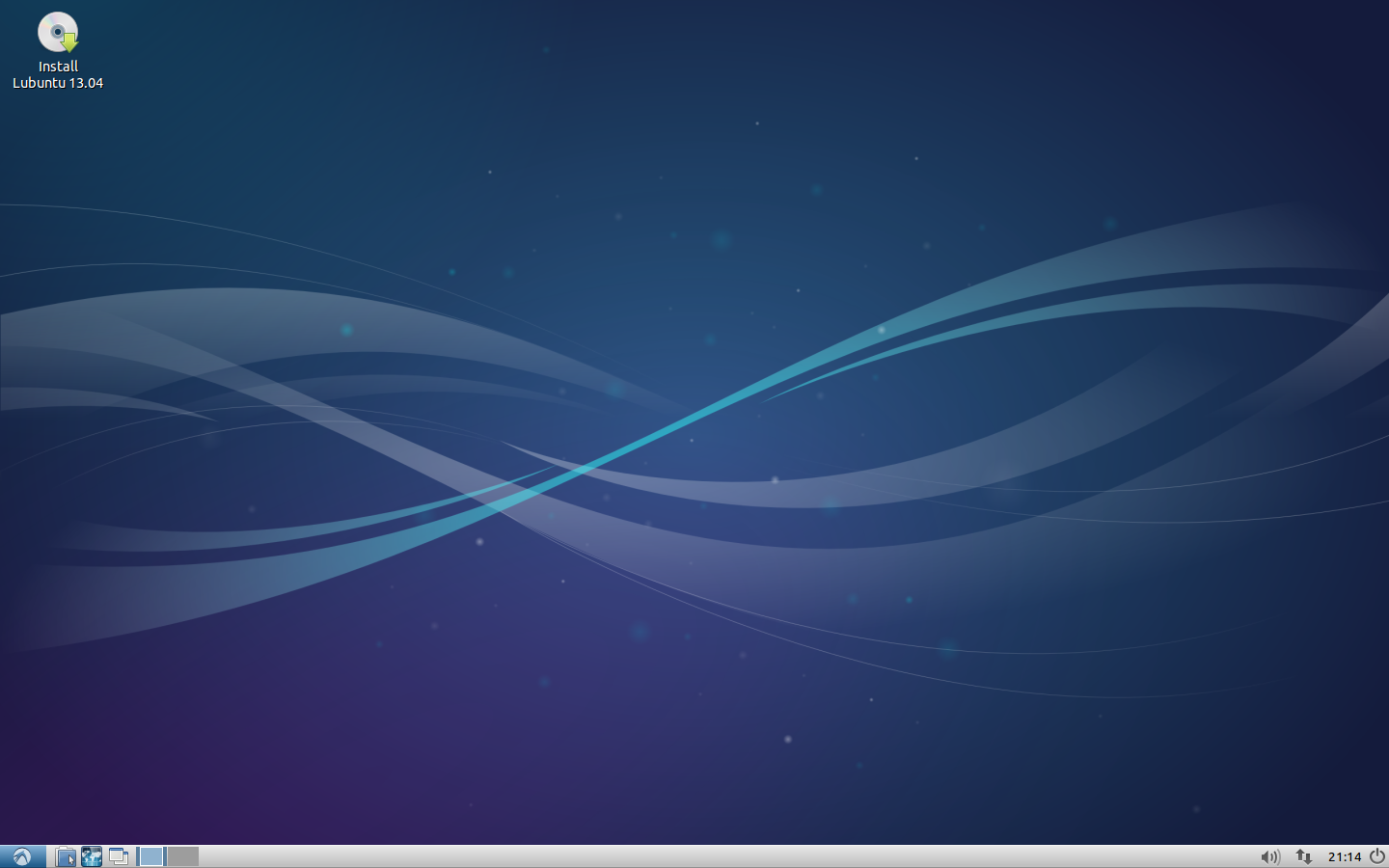
إل إكس دي إي
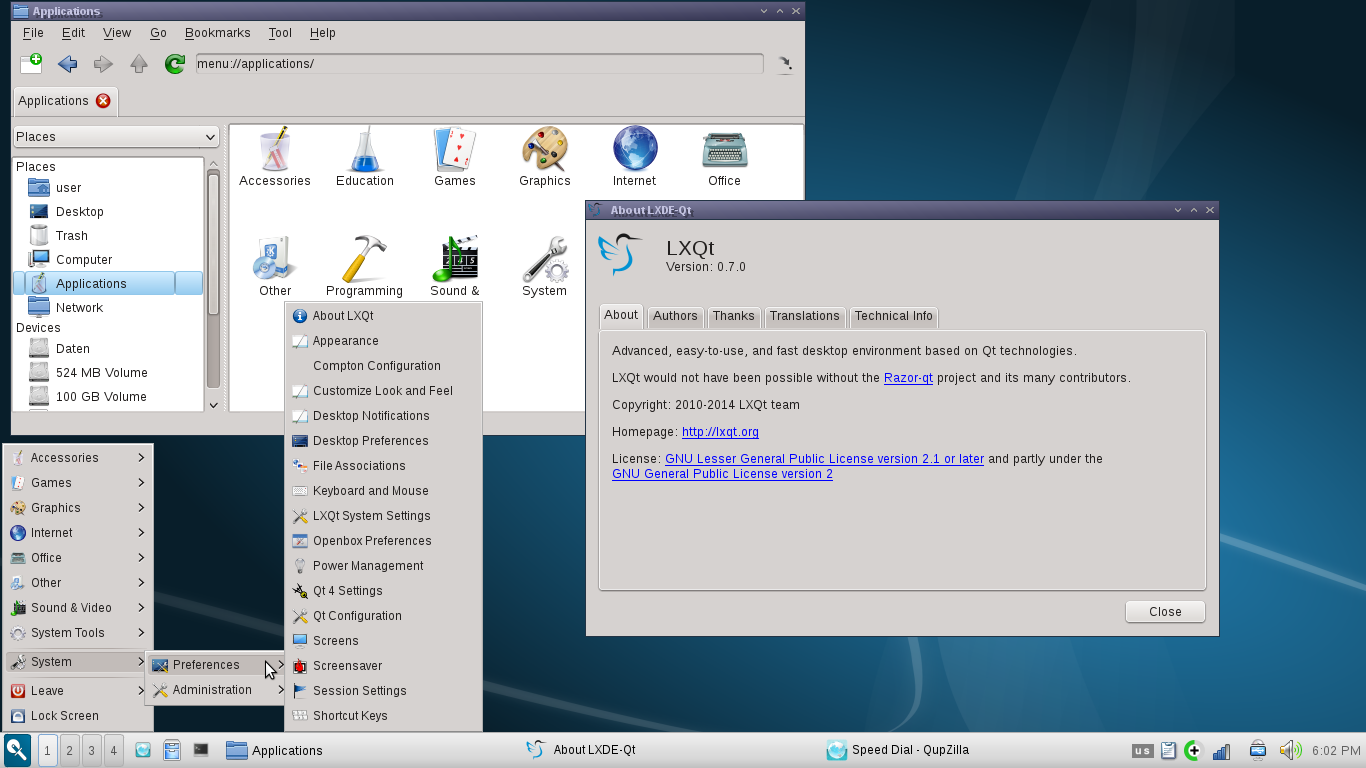
إل إكس كيوت
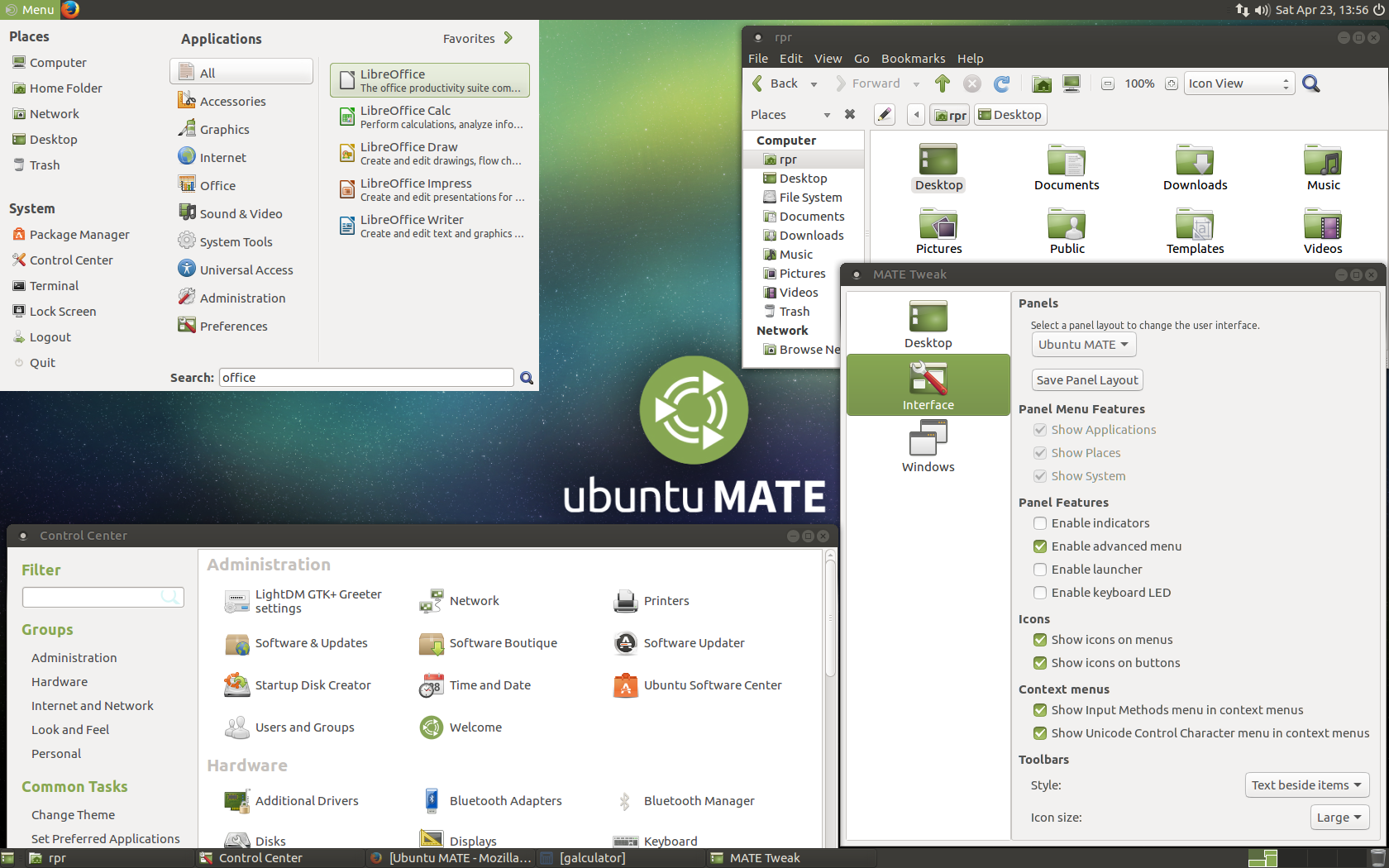
متّة
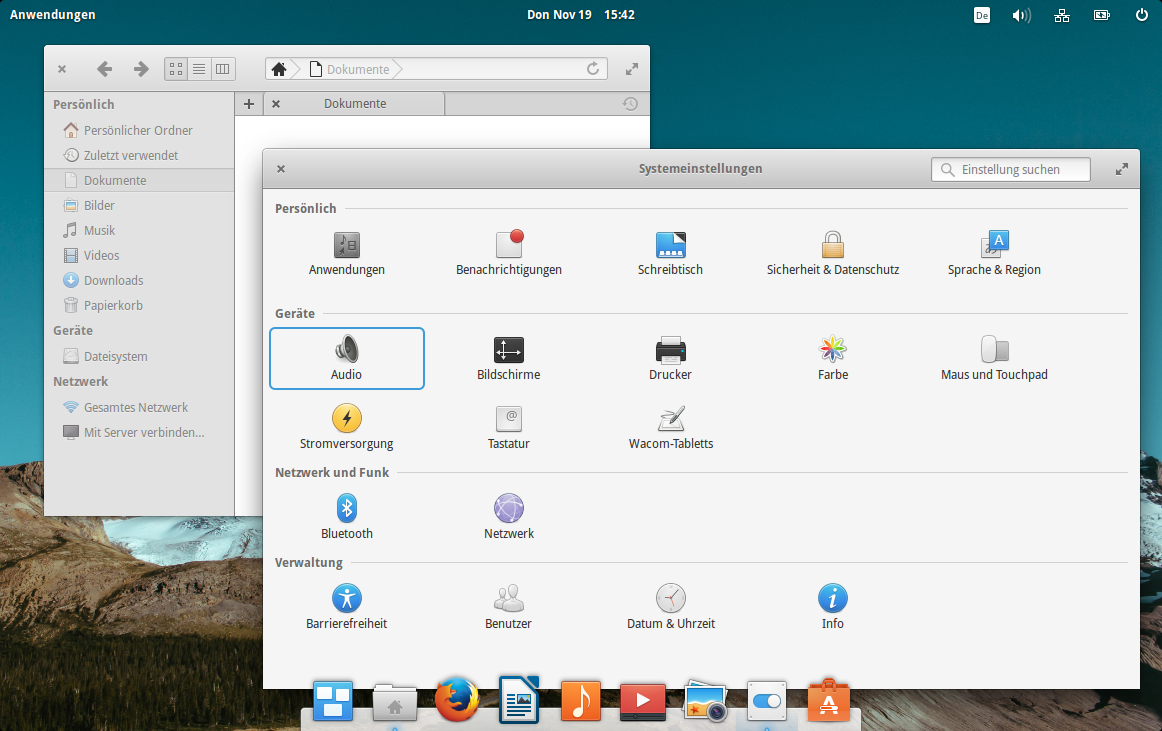
بانثيون
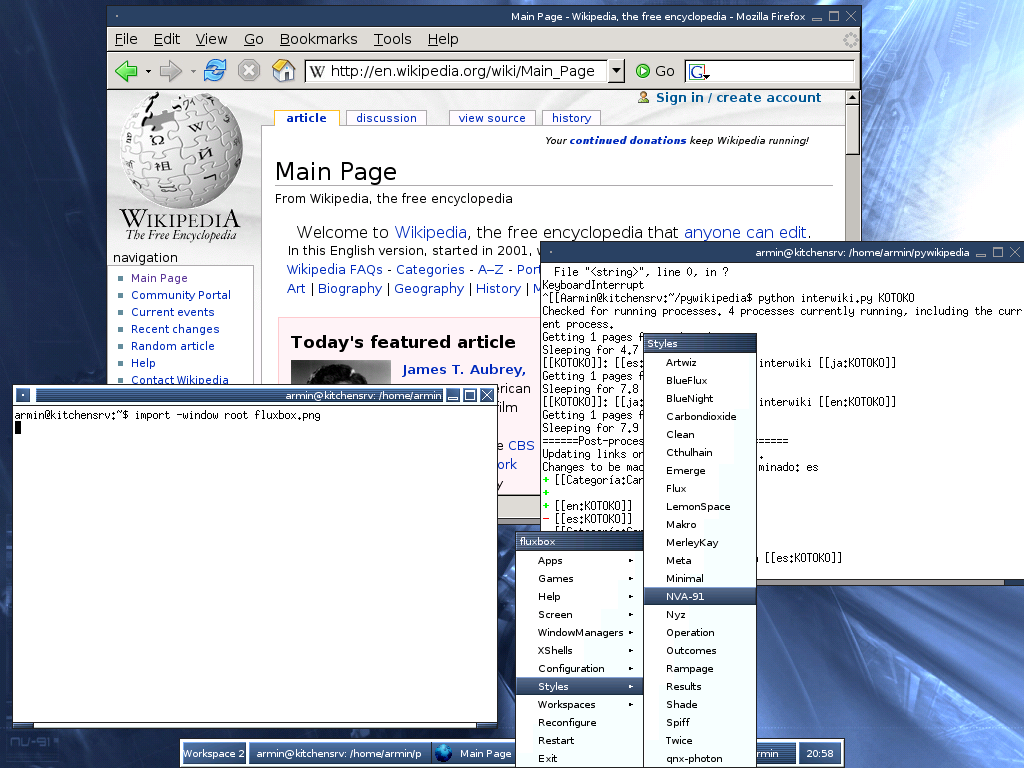
فلكس بوكس
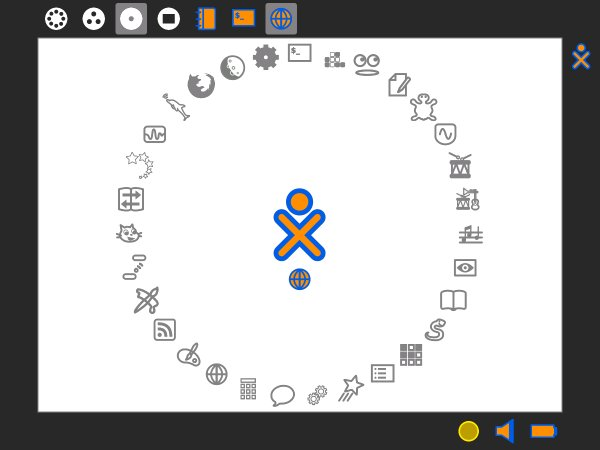
شوجر
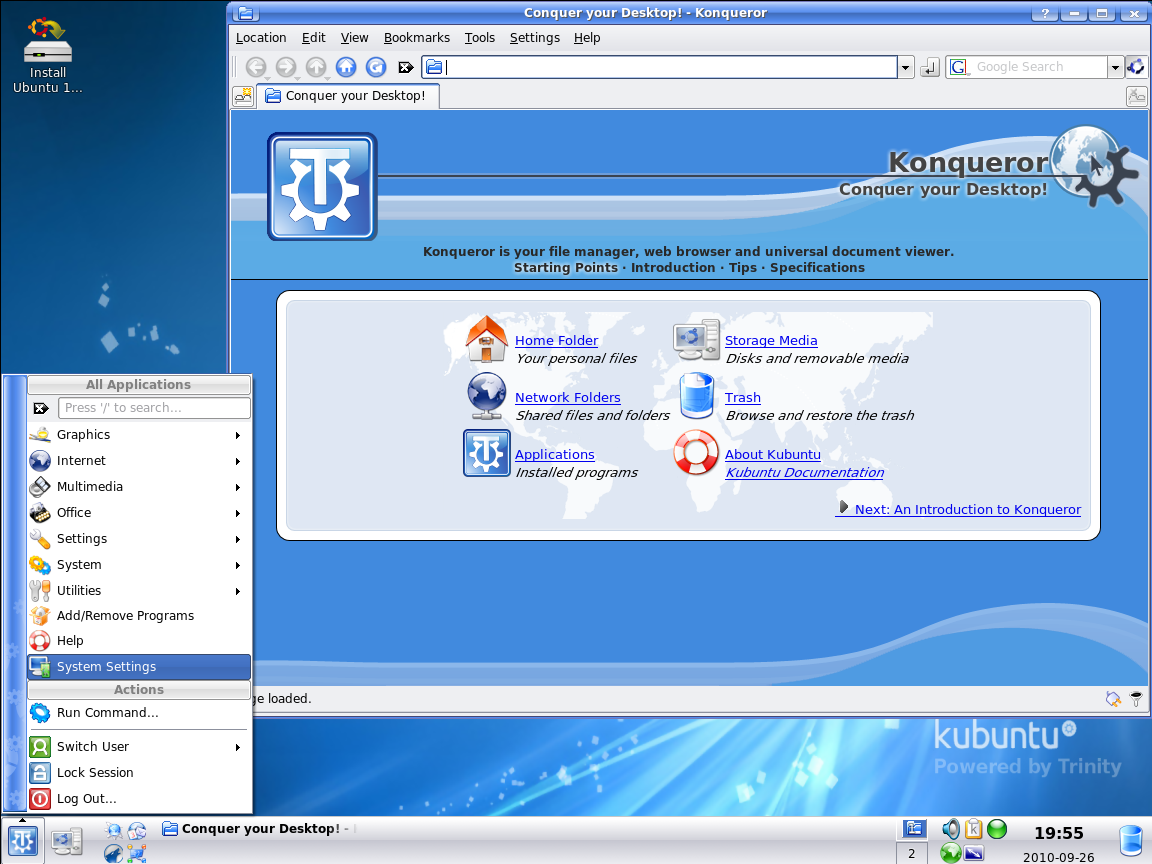
ترينتي
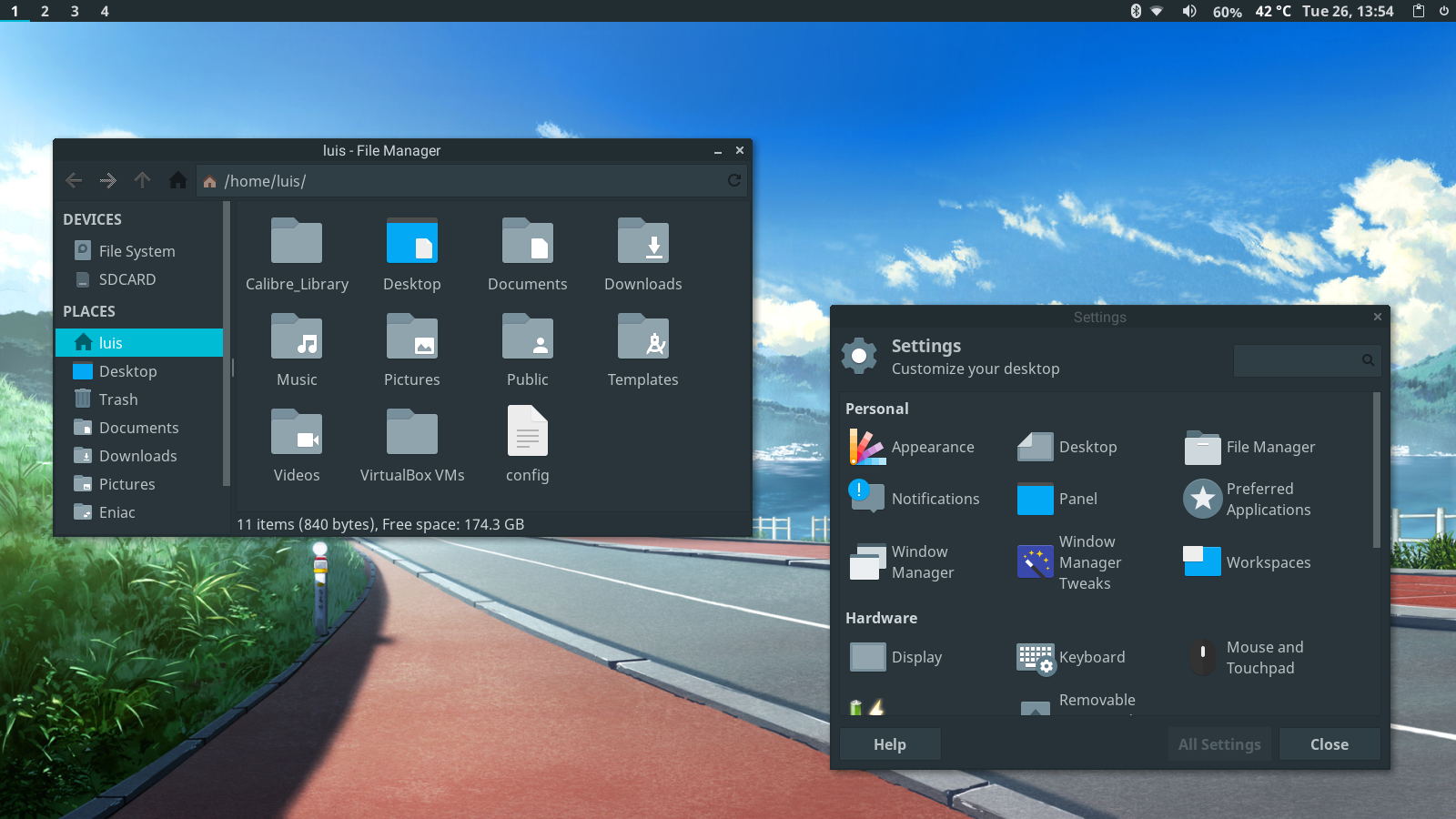
إكسفس
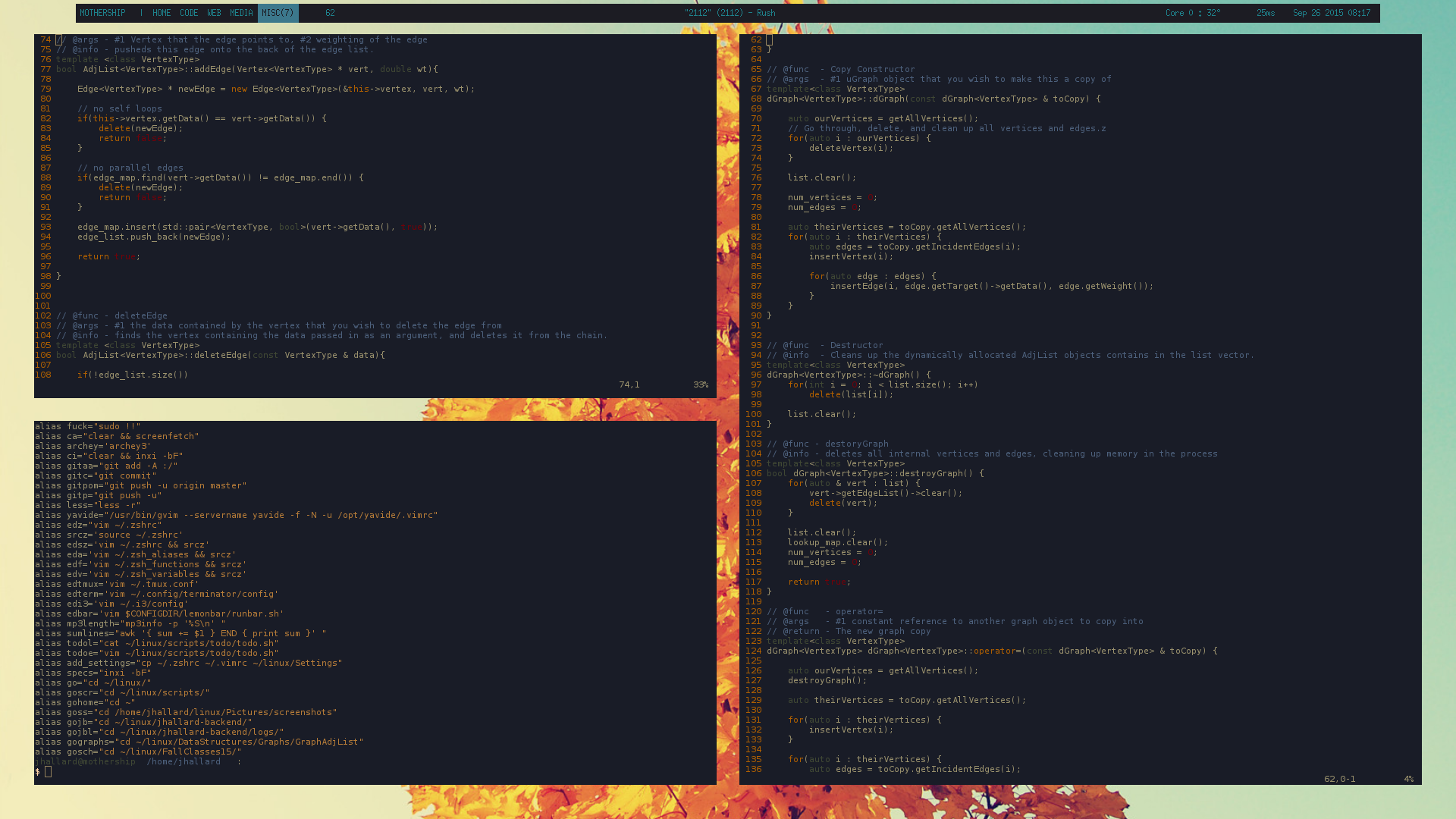
آي3
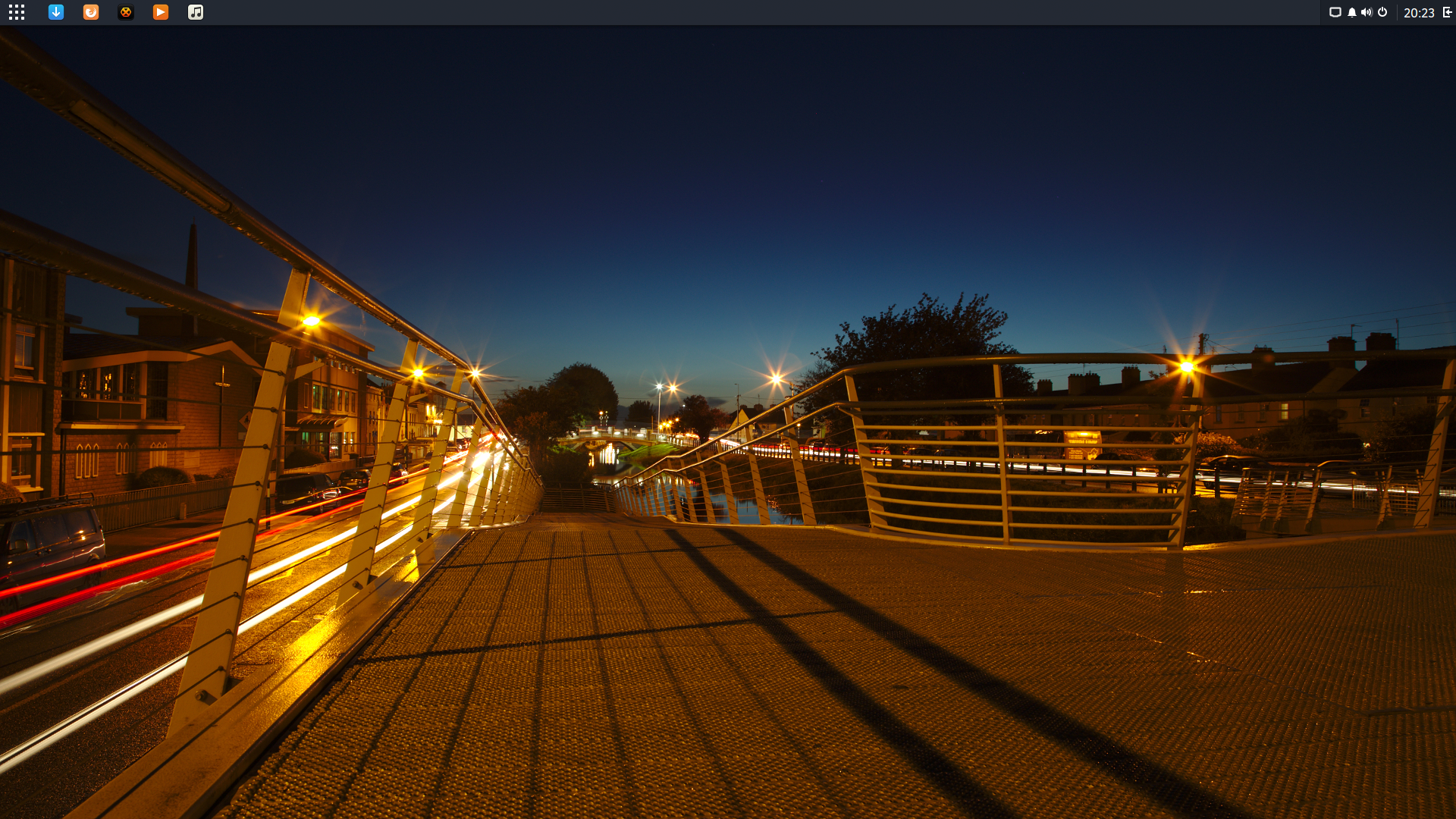
بدجي

## الأجهزة الذكية

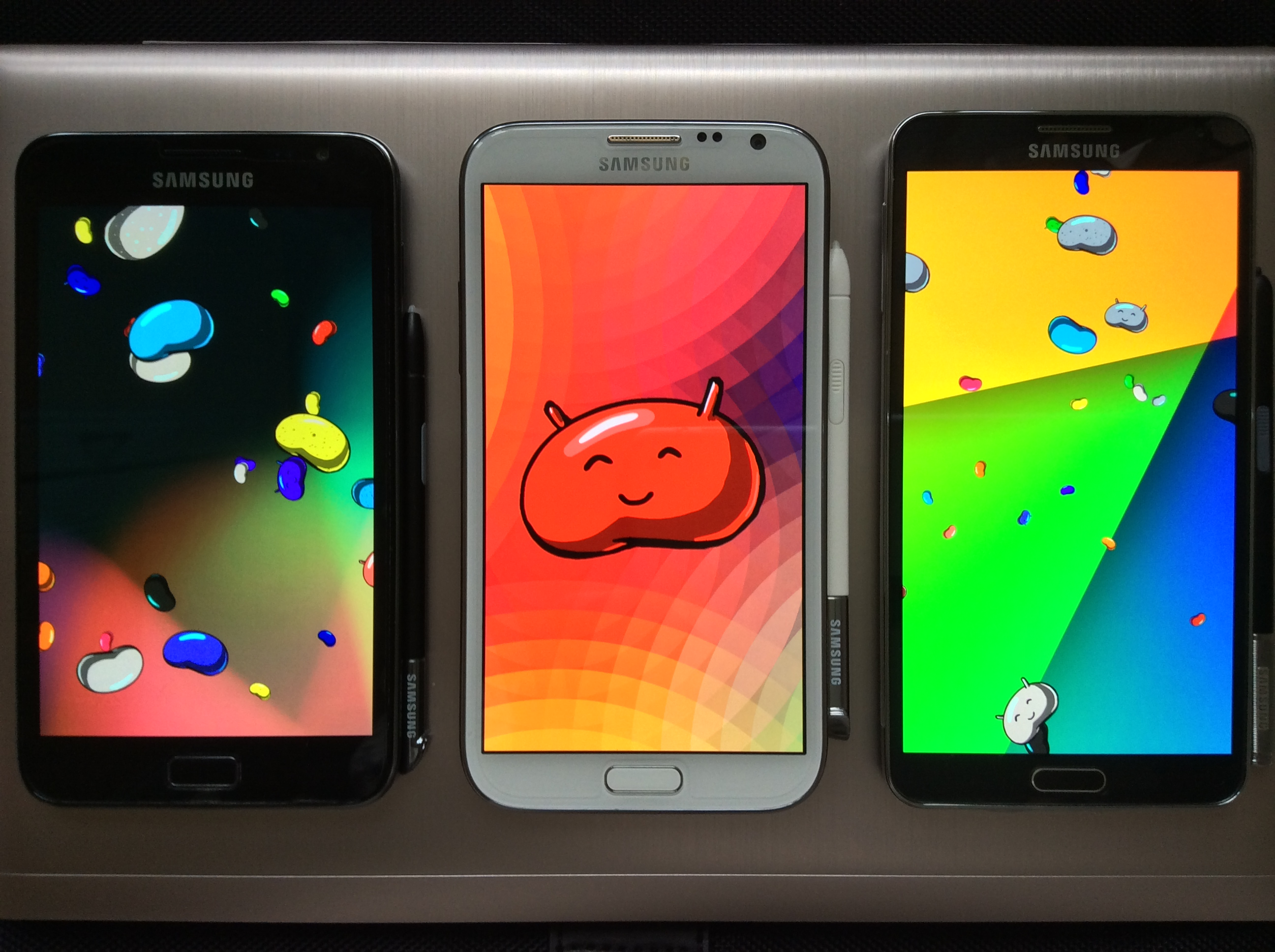
الهواتف الذكية أندرويد

تعتمد العديد من أنظمة التشغيل للأجهزة الذكية، مثل الهواتف الذكية وأجهزة الكمبيوتر اللوحي وأجهزة التلفزيون الذكية وأنظمة الترفيه في السيارة (IVI) على نظام لينكس. تشمل المنصات الرئيسية لمثل هذه الأنظمة أندرويد وفيرفكس ومار وتايزن.
أصبح نظام أندرويد هو نظام التشغيل المحمول السائد للهواتف الذكية، حيث يعمل على 79.3٪ من الوحدات التي تباع في جميع أنحاء العالم خلال الربع الثاني من عام 2013. أندرويد هو أيضًا نظام تشغيل مشهور للأجهزة اللوحية، كما ظهرت في السوق أجهزة التلفزيون الذكية التي تعمل بنظام أندرويد وأنظمة الترفيه والإعلام داخل السيارة.
أصبحت الهواتف المحمولة وأجهزة المساعد الرقمي الشخصي التي تعمل بنظام لينكس على منصات مفتوحة المصدر أكثر شيوعًا منذ عام 2007؛ ومن الأمثلة على ذلك نوكيا N810، وأوبن موكو، وMotorola ROKR E8 . واستمرارًا لهذا الاتجاه، أنتجت شركة بالم (التي استحوذت عليها هوليت-باكارد لاحقًا) نظام تشغيل جديد مستمد من نظام لينكس، وهو ويب أو إس، وهو مدمج في خطها من هواتف بالم بري الذكية.

### الأجهزة المدمجة

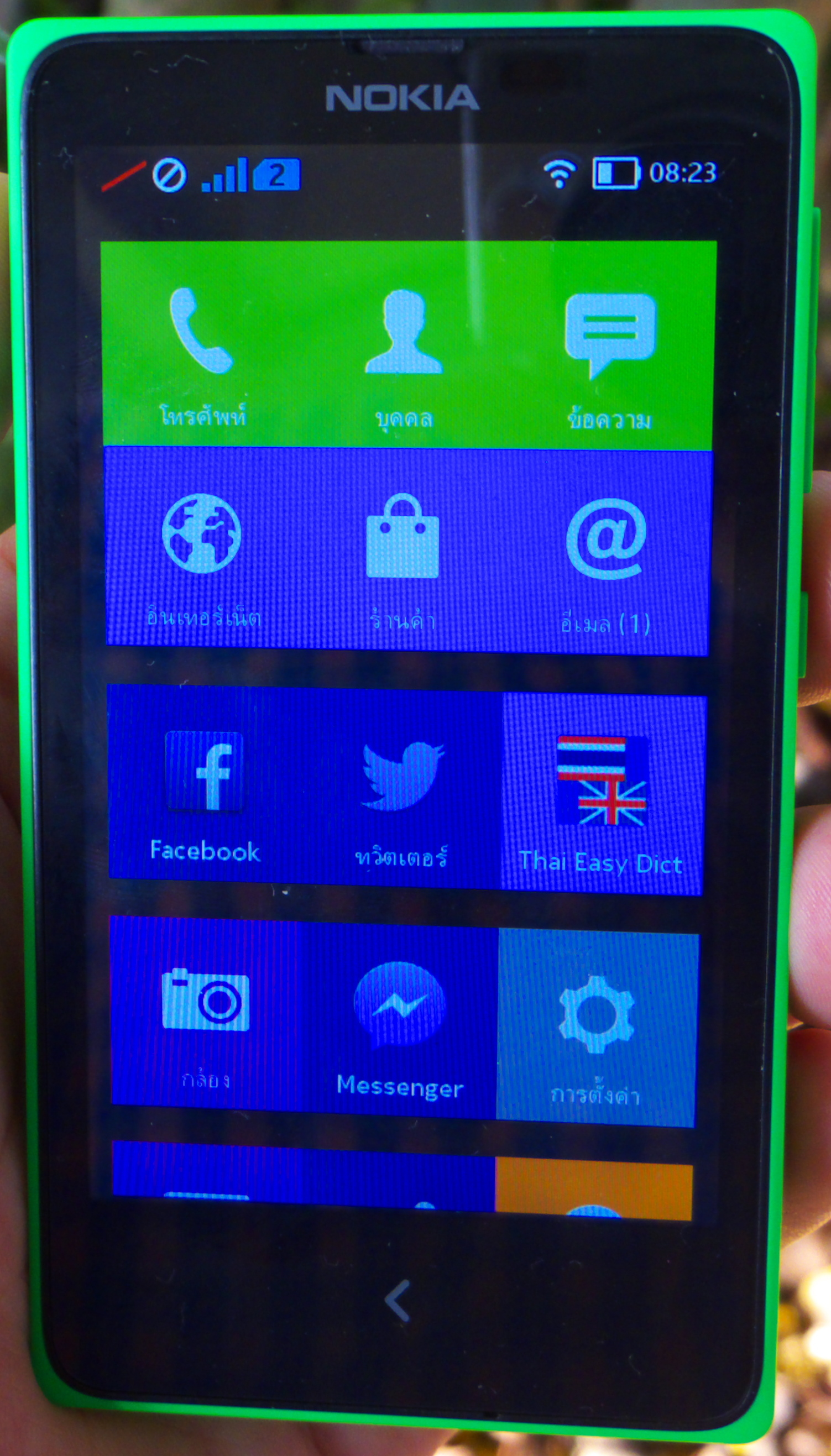
نوكيا إكس، هاتف ذكي يعمل بنظام نواة لينكس

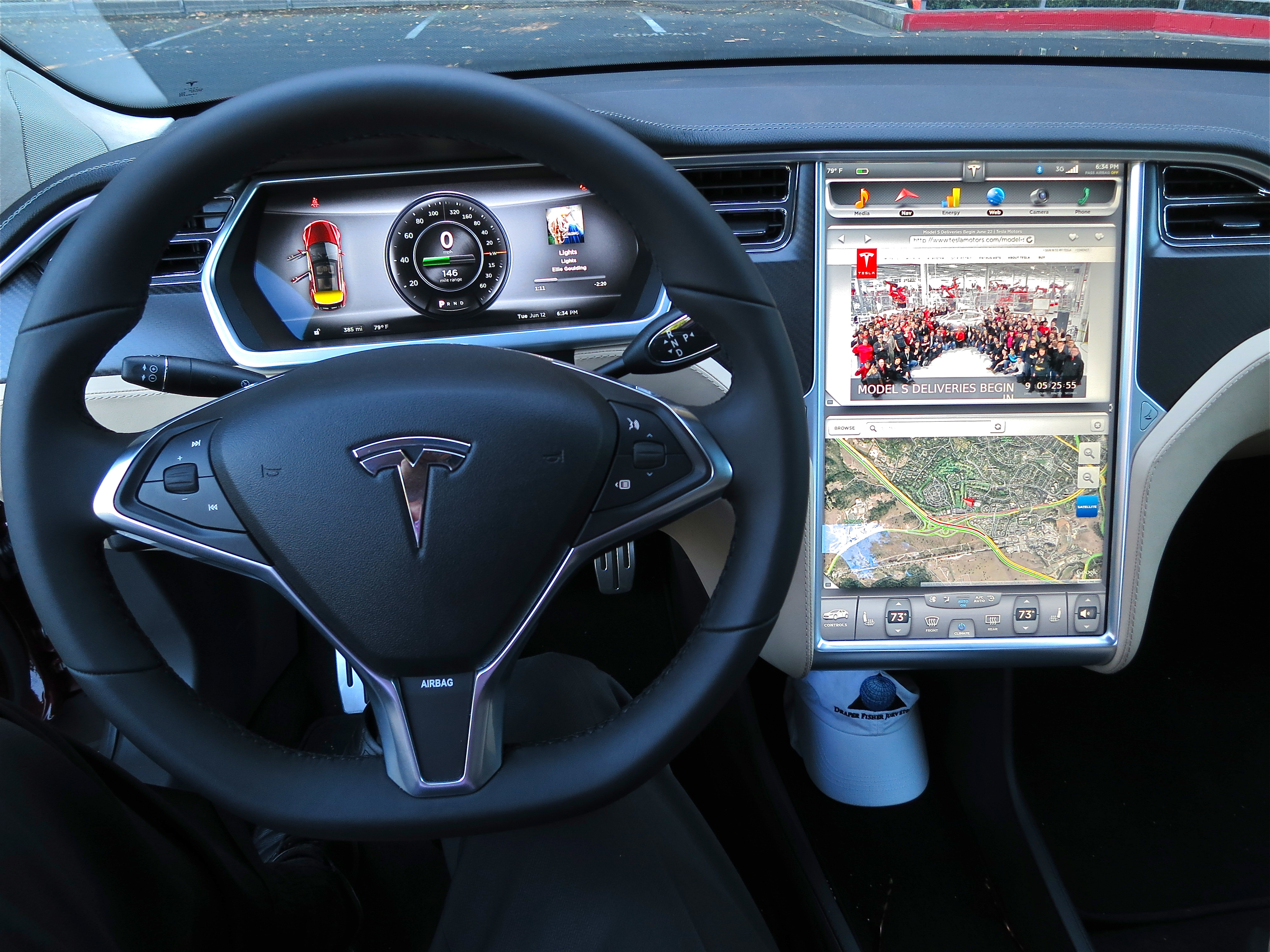
نظام الترفيه داخل السيارة تيسلا طراز إس يعتمد على أوبونتو

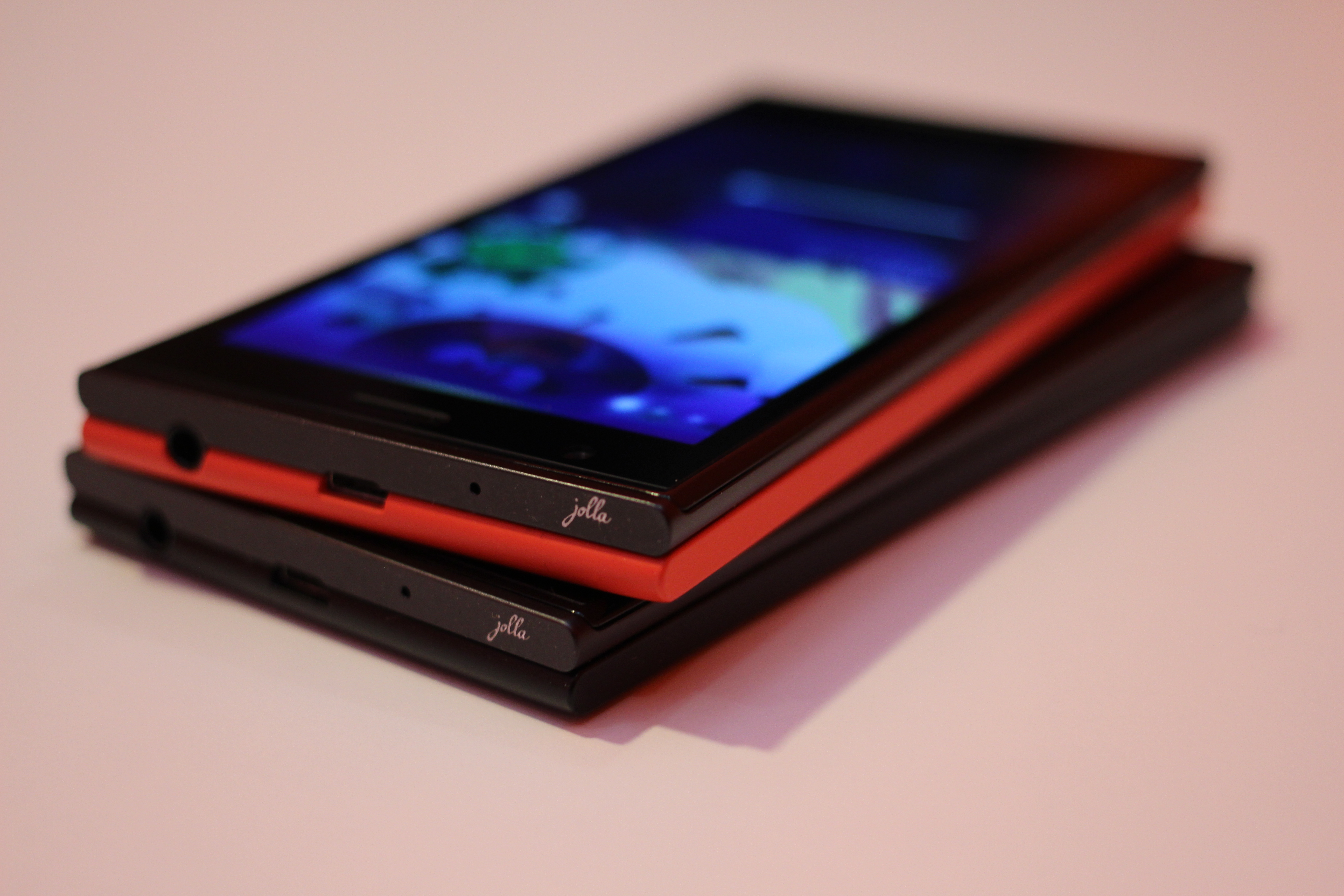
يستخدم هاتف جولا نظام التشغيل سيلفش القائم على سيلفش لينكس.

## الدعم الفني
يتوفر الدعم الفني لجنو/لينكس إما عن طريق خدمة مدفوعة الأجر تقدمها شركات تجارية وهنا تظهر مميزات البرمجيات الحرة؛ فتوفر المصدر يجعل مجال المنافسة مفتوحًا للجميع وليس حكرًا على شركة معينة - التي تملك المصدر - مما يعني تنوعاً في الخدمة وفائدة أكبر للمستخدم فيمكنه اختيار من يشاء حسب احتياجاته وارتياحه للخدمة المقدمة. أو دعم مجاني يوفره مجتمع جنو/لينكس والبرمجيات الحرة، عادة في المنتديات أو برامج المحادثة كالآي آر سي والمجموعات الإخبارية أو القوائم البريدية. كما توجد في أغلب المدن الكبرى بالعالم مجموعات مستخدمي لينكس التي عادة ما تقوم بتنظيم نفسها لتقديم الدعم الفني لأعضائها وللمناطق المجاورة لها. فبالرغم من الانتشار الطفيف لجنو/لينكس في الآونة الأخيرة إلا أن العديد من التوزيعات لم تقدم تسهيلات جيدة تسمح باستخدامه بسهولة ضمن واجهة المستخدم الرسومية. يمكن استخدم جنو/لينكس حاليًا ولكن العديد من المستخدمين لن يستغنوا عن أنظمتهم السابقة بالكامل إلا إذا كانوا يستخدمون الحاسوب لأمور بسيطة مثل تصفح الإنترنت أو تحرير النصوص.
يوجد في جنو/لينكس العديد من التطبيقات المختلفة ولكنها لا ترتقي إلى مستوى تلك الموجودة في أنظمة ويندوز وماك أو إس، خاصة ألعاب الحاسوب حيث لا يوجد في جنو/لينكس سوى القليل من الألعاب التجارية والتي تعد على أصابع اليد وغالباً ما تصدر بعد صدور اللعبة على باقي الأنظمة والمنصات بعدة شهور. نظام العمل للشركات التجارية التي تقدم الدعم لجنو/لينكس يعتمد عادةً على نظام الدفع للدعم خاصة للمستخدمين من قطاع الأعمال حيث تقدم الشركات نسخاً من توزيعاتها للأعمال التجارية تكون مدفوعة الثمن وتقدم حزم دعم وأدوات لإدارة عمليات التثبيت والمهام الإدارية للنظام.

## وصلات خارجية
- Linux على مشروع الدليل المفتوح